# Amedeo Modigliani
Amedeo Clemente Modigliani (ur. 12 lipca 1884 w Livorno, zm. 24 stycznia 1920 w Paryżu) – włoski malarz, rysownik i rzeźbiarz pochodzenia żydowskiego. 
Współczesną sławę Modigliani zawdzięcza przede wszystkim swoim obrazom przedstawiającym akty, uchodzącym w jego czasach za skandalizujące, a zaakceptowane dopiero później. Młodość spędził we Włoszech, gdzie studiował sztukę antyku i renesansu. W 1906 przeniósł się do Paryża. Tam nawiązał kontakt ze znaczącymi artystami jak Pablo Picasso i Constantin Brâncuși. Jego życie przebiegało pod znakiem chorób płuc. W dzieciństwie, podczas jednego z ataków gorączki, poczuł powołanie, żeby zostać artystą. W wieku 35 lat i 6 miesięcy zmarł na gruźlicę. Informacje o życiu Modiglianiego opierają się tylko na nielicznych pewnych dokumentach, tak więc legenda o nim powstała głównie dopiero po jego śmierci.
Twórczość Modiglianiego to przede wszystkim obrazy i rysunki. W latach 1909–1914 poświęcił się on jednak głównie rzeźbie. Głównym motywem jego twórczości, zarówno w rzeźbach, jak i obrazach, jest człowiek. Obok nich jest kilka obrazów przedstawiających pejzaże. Modigliani nie malował wnętrz ani martwych natur. W swoich pracach nawiązywał często do renesansu. Wykorzystywał też elementy popularnej w jego czasach sztuki afrykańskiej. Nie przyłączył się natomiast do żadnego współczesnego mu kierunku w sztuce jak kubizm czy fowizm. Sztuka Amedeo Modiglianiego odniosła za jego życia jedynie niewielki sukces, dopiero po śmierci zyskał on większą popularność, a jego dzieła osiągnęły wysokie ceny.

## Życiorys

### Dzieciństwo

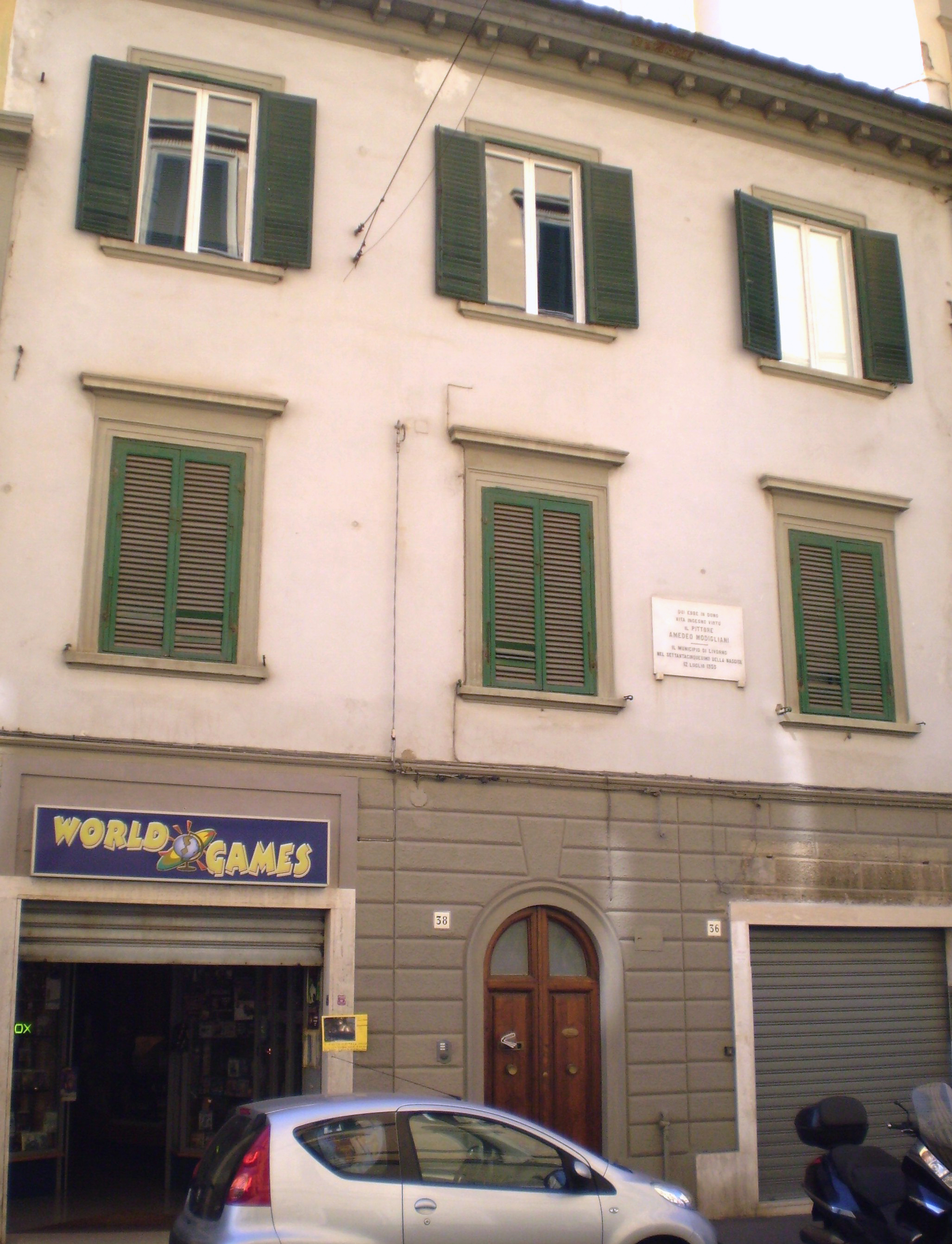
Dom w Livorno przy Via Roma 38, w którym urodził się Amedeo Modigliani. Na ścianie widnieje pamiątkowa tablica ufundowana przez radę miasta dla upamiętnienia 75. rocznicy jego urodzin. W 2004 w domu zorganizowano muzeum poświęcone artyście.

W XIX w. w Livorno żyła duża społeczność Żydów sefardyjskich, emigrantów z Afryki Północnej, Hiszpanii i Portugalii. Jednym z nich był Salomon Garsin. Jego syn Joseph osiedlił się w 1835 w Marsylii. W 1849 syn Josepha Isaak ożenił się z Régine Spinozą. Urodziła im się córka, Eugénie. Miała ona protestancką guwernantkę, ale uczęszczała do katolickiej szkoły. W wieku lat 15 zaręczyła się z Flaminio Modiglianim, członkiem żydowskiego rodu z okolic Rzymu. W 1872 wyszła za niego za mąż i przeniosła się do Livorno. Amedeo miał starsze rodzeństwo – Emanuele (ur. 1872), Margherita (ur. 1874) i Umberto (ur. 1878). Gdy urodził się Amedeo, rodzina utrzymywała się z handlu węglem i drewnem, ale interes upadł z powodu kryzysu ekonomicznego, jaki ogarnął ówczesne Włochy. Chcąc podreperować rodzinne finanse, matka, wykorzystując swoje wcześniejsze wykształcenie w dziedzinie literatury, zajęła się tłumaczeniami (m.in. poezje d’Annunzio). Dzięki temu młody Modigliani zetknął się wcześnie ze światem literatury.

### Początek działalności artystycznej
Mając 14 lat Modigliani zachorował na tyfus, chorobę, która w tamtym czasie była śmiertelna. Podczas jednego z ataków gorączki postanowił, według relacji matki, zostać artystą. Rozpoczął naukę w studium sztuki w małej akademii w Livorno prowadzonej przez malarza Guglielmo Micheliego (1886–1926). Równocześnie uczęszczał na wykłady z rysunku aktu w atelier Gino Romitiego. W 1900 stan jego zdrowia pogorszył się. W celu jego poprawy matka zimą 1900/1901 postanowiła wraz z synem wyjechać na południe Włoch (Neapol, Capri) i do Rzymu. Modigliani napisał wówczas 5 listów do przyjaciela ze studium, Oskara Ghighii. Listy te należą do nielicznych zachowanych po nim dokumentów pisanych.

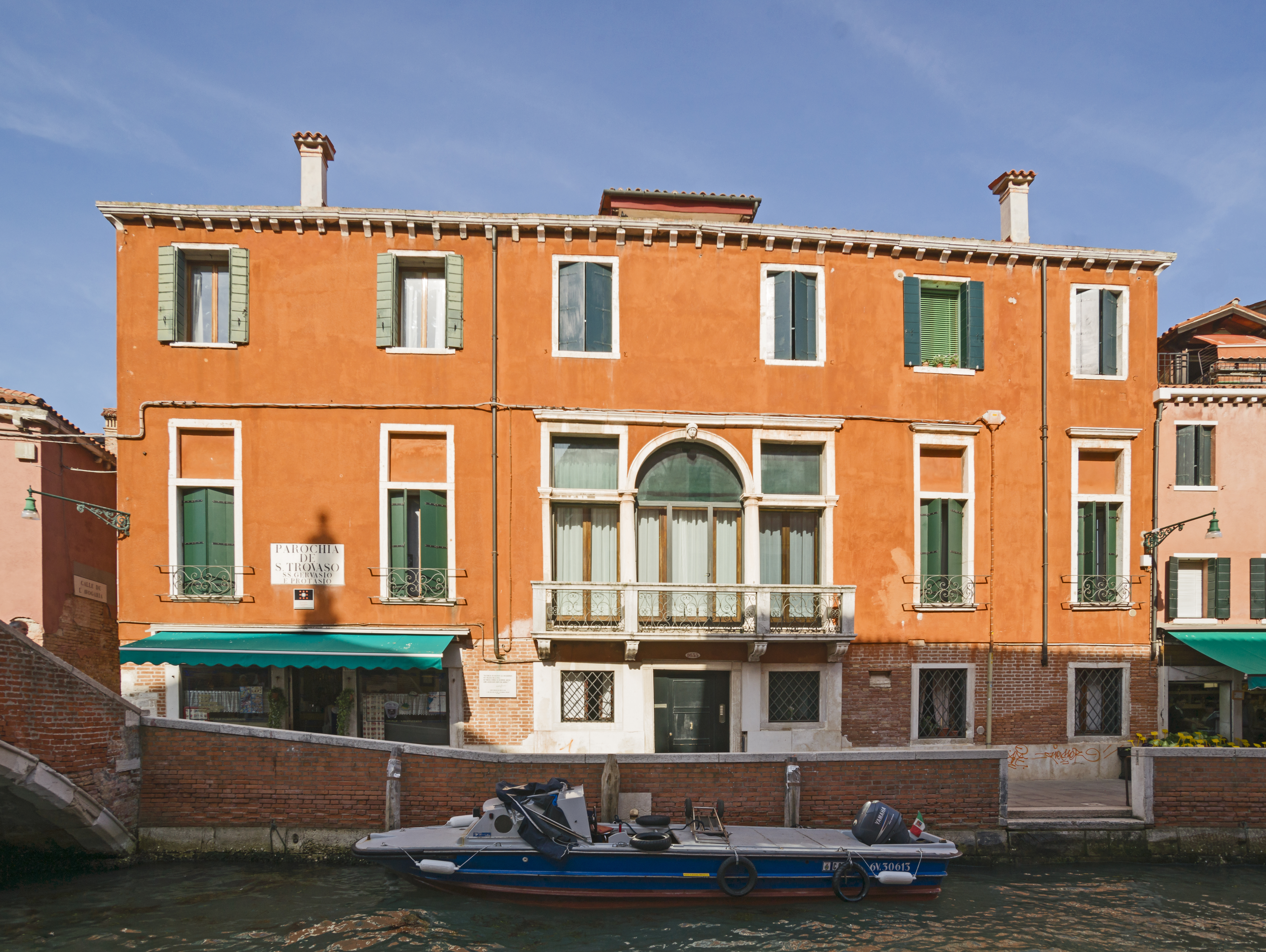
Dom Modiglianiego w Wenecji

Na początku 1901 Modigliani wyjechał z Oskarem Ghighią do Florencji, gdzie 7 maja 1902 zapisał się do szkoły rysowania aktów (Scuola libera di Nudo). Równocześnie poświęcił się studiowaniu sztuki renesansu. W 1903 wyjechał z Oskarem Ghighią do Wenecji, gdzie mieszkał przez następne 3 lata. 19 marca 1903 zapisał się na kurs dowolnego rysowania aktów w weneckim Instytucie Sztuk Pięknych (Instituto di Belle Arti). Równocześnie zwiedzał weneckie kościoły i muzea zapoznając się ze sztuką starych mistrzów. W tym samym roku zwiedził biennale w Wenecji, na którym Ghighii udało się wystawić swój obraz, wśród prac francuskich impresjonistów. Na wystawie reprezentowane były też obrazy z kręgu symbolizmu, który na przełomie XIX i XX w. zyskiwał na znaczeniu (zarówno w literaturze, jak i w malarstwie) oraz rzeźby Auguste’a Rodina. Ponieważ z tego okresu zachowały się tylko nieliczne obrazy Modiglianiego, nie da się wykazać bezpośredniego wpływu symbolizmu na jego sztukę. Mieszkając w Wenecji Modigliani przypuszczalnie brał udział w seansach spirytystycznych. Zaprzyjaźnił się też z takimi artystami jak Manuel Ortiz de Zárate i Ardengo Soffici. Podjął decyzję o wyjeździe do Paryża.

### Przeprowadzka do Paryża

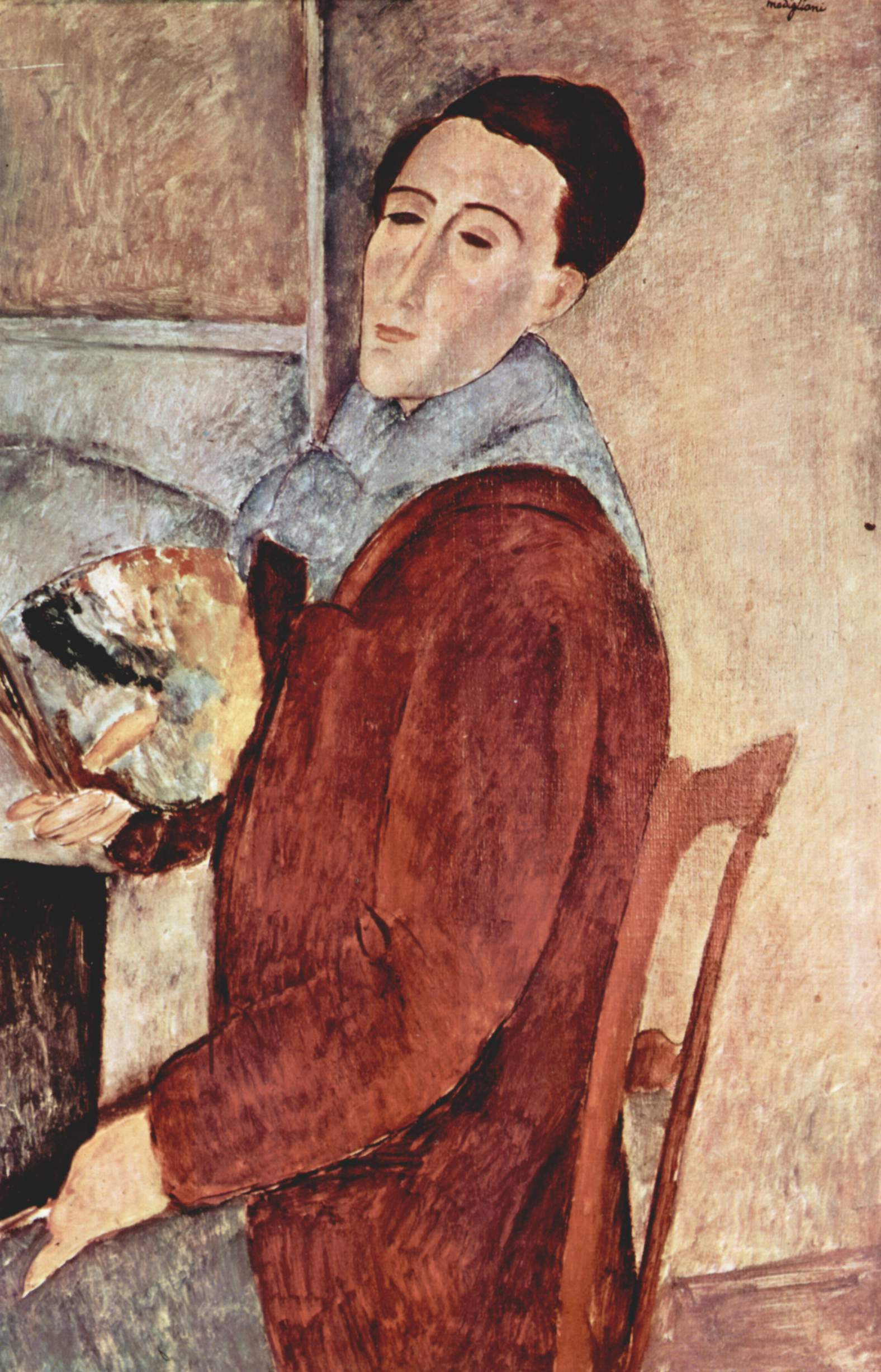
Autoportret, 1919, Museu de Arte Contemporânea da Universidade de São Paulo. Obraz powstał na krótko przed śmiercią Modiglianiego i jest jego jedynym autoportretem.

Na początku 1906 Amedeo Modigliani przeniósł się do Paryża, w którym mieszkał przez 8 lat, aż do wybuchu I wojny światowej. Paryż był wówczas ośrodkiem artystów awangardowych, w którym pojawiły się i rozwinęły nowe kierunki w sztuce. Rok wcześniej stosunkowo nieznani artyści, jak np. André Derain i Henri Matisse, określani przez krytyków lekceważącym terminem fowiści (od fr. Les Fauves – dzikie zwierzęta, drapieżniki), wystawili swoje prace w Salonie Jesiennym. Paryski świat sztuki stał się, dzięki postępowym marszandom, wspierającym młodych i innowacyjnych artystów, jak Pablo Picasso, centrum malarstwa awangardowego. Po przyjeździe do Paryża Modigliani mieszkał początkowo w komfortowym hotelu na prawym brzegu Sekwany, co ze względu na pochodzenie z mieszczańskiej rodziny, bardzo mu odpowiadało. Wkrótce jednak przeniósł się do dzielnicy Montmartre, gdzie mieszkał m.in. w kamienicy Bateau-Lavoir korzystając ze zwykłego atelier. Uczęszczał na wykłady z aktu w Akademii Colarossiego. Matka przysyłała mu wprawdzie tak duże sumy pieniędzy, na jakie było ją stać, nie wystarczały one jednak Modiglianiemu na przeżycie. Z tego powodu zmieniał on często mieszkania i czasem nawet pozostawiał przy wyprowadzce po sobie prace, kiedy nie był w stanie zapłacić czynszu. Jedna z pierwszych przyjaźni, którą Modigliani zawarł w Paryżu, związała go z niemieckim malarzem Ludwigiem Meidnerem. Opisywał on następnie pozycję i zachowanie Modiglianiego w środowisku paryskim w następujący sposób:

Nasz Modigliani – lub ‘Modi’, jak go powszechnie nazywano – był charakterystycznym i jednocześnie bardzo zdolnym przedstawicielem bohemy z Montmartre; chyba nawet ostatnim prawdziwym człowiekiem bohemy.

Modigliani, pomimo swoich problemów zdrowotnych, brał udział w rozpustnym życiu artystów na Montmartre. Wiosną 1907 zamieszkał razem z malarzem Henri Doucetem w domu, który lekarz Paul Alexandre przejściowo wynajmował młodym artystom. Był on zafascynowany obrazami Modiglianiego i z tego powodu zaczął go wspierać. Skupował on jego obrazy i rysunki i pośredniczył w załatwianiu mu zleceń na portrety. W 1907 Amedeo Modigliani wystawiał swoje prace w awangardowym Salonie Niezależnych, który przebiegał pod znakiem dzieł fowistów. W roku następnym wystawił w Salonie Niezależnych 6 swoich obrazów, wśród nich Żydówkę, obraz zdradzający wpływ Toulouse-Lautreca i Picassa z okresu błękitnego. Jego prace budziły jednak niewielkie zainteresowanie. Wpływowy publicysta Guillaume Apollinaire wymienił go tylko na marginesie swojej krytyki poświęconej Salonowi. Paulowi Alexandre’owi udało się załatwić Modiglianiemu dostęp do zamożnych kręgów, tak więc na wiosnę 1909 otrzymał on pierwsze zlecenie; był nim portret baronowej Marguerite de Hasse de Villers, znany pod tytułem Amazonka.

### Okres rzeźbiarski
W 1909 Modigliani dzięki Paulowi Alexandre’owi poznał rumuńskiego rzeźbiarza Constantina Brâncușiego i za jego radą przeniósł w kwietniu tego samego roku swoje atelier do Cité Falguière na Montparnasse. W następstwie tej znajomości już w następnym roku zaczął rzeźbić w kamieniu, co na pewien okres zdominowało jego twórczość. W Livorno i Carrarze artysta, inspirując się oszczędnym stylem Brâncușiego, poświęcił się rzeźbiarstwu.
Chociaż już wcześniej pragnął zostać rzeźbiarzem, to nie miał jednak po temu technicznych możliwości; pojawiły się one dopiero w jego nowym atelier. Inspiracją do tworzenia rzeźb stało się również antyczne dziedzictwo Włoch, które znał z własnego doświadczenia. Kolejną okazją do próby zajęcia się innym gatunkiem sztuki był fakt, iż jego twórczość malarska przeżywała stagnację.
W 1910 Modigliani poznał pochodzącą z Rosji poetkę Annę Achmatową, z którą w najbliższym czasie nawiązał romans. W 1911 wystawił w atelier portugalskiego rzeźbiarza Amadeo de Souza-Cardoso swoje archaizowane rzeźby kamienne. Rozpoczął się w jego twórczości okres intensywnego wykorzystywania motywu kariatydy, tak w rzeźbie, jak i w malarstwie. W następnym roku jego rzeźby zostały wystawione w Salonie Jesiennym. Modigliani poznał rzeźbiarzy Jacoba Epsteina i Jacques’a Lipchitza, mieszkających również w Paryżu. Lipschitz scharakteryzował sztukę Modiglianiego jako „wyraz jego osobistych doznań”. Wiosną 1913 Amedeo Modigliani zatrzymał się w Livorno, gdzie zamieszkał w pobliżu dzielnicy kamieniołomów. Zajmował się tam rzeźbieniem w marmurze; przedtem rzeźbił tylko w wapieniu. Gotowe rzeźby wysyłał do Paryża; jednak nie zachowały się one. Dokładne przyczyny zakończenia działalności rzeźbiarskiej przez Modiglianiego po 1913 nie są znane. Jednym z powodów mógł być pogarszający się stan zdrowia artysty, na który mogła mieć wpływ zapylona okolica. Być może też w swojej działalności rzeźbiarskiej nie widział on żadnej przyszłości. Nie rozwijał się artystycznie, a jego nieliczne wystawy budziły niewielką uwagę i nie wpłynęły na polepszenie jego finansów. Rozważywszy ten problem, Modigliani zwrócił się znowu ku bardziej lukratywnemu malarstwu.

### Powrót do malarstwa i życie podczas I wojny światowej

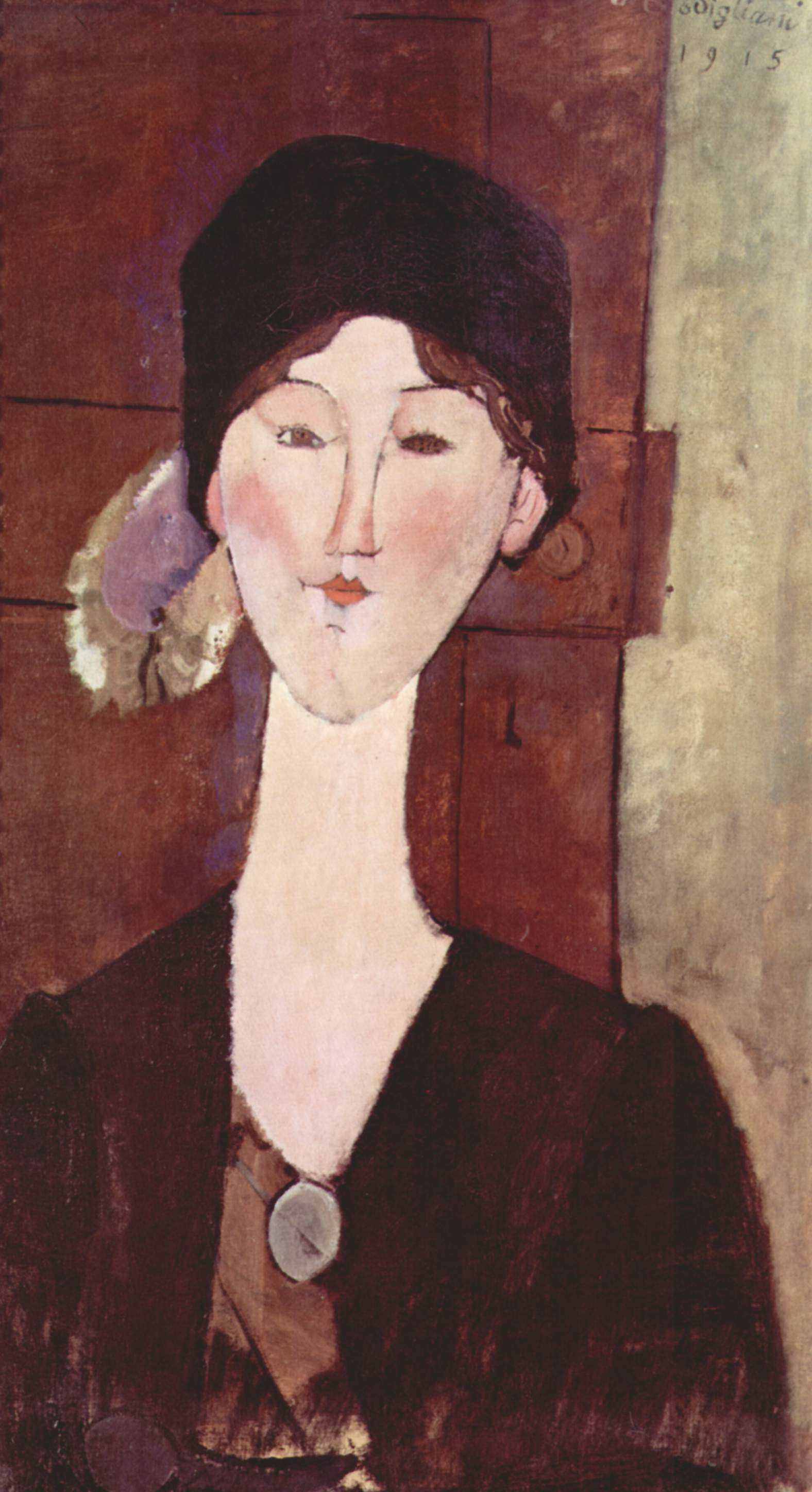
Portret Beatrice Hastings przed drzwiami, 1915, Ritter Collection, Nowy Jork

Wiosną 1914 Modigliani poznał marszanda Paula Guillaume’a, który reprezentował kilku młodych i jeszcze nieznanych artystów. Guillaume przejął reprezentowanie interesów Modiglianiego, po tym, jak ten na początku I wojny światowej stracił z oczu Paula Alexandre’a, i dopuścił go do udziału w kilku wystawach grupowych w swojej galerii. Z wybuchem wojny Modigliani zgłosił się na ochotnika do służby wojskowej, ale ze względu na zły stan zdrowia nie został przyjęty. Należał do niewielkiej grupki artystów, którzy pozostali w Paryżu. W czerwcu 1914 Modigliani poznał angielską pisarkę Beatrice Hastings, z którą połączył go trwający ponad 2 lata romans. Hastings przyjechała do Paryża wiosną 1914. Pracowała jako felietonistka angielskiej gazety The New Age redagując kolumnę Impressions de Paris, poświęconą życiu towarzyskiemu miasta. Opisywała m.in. zażywanie przez Modiglianiego haszyszu i picie alkoholu.

Skomplikowany charakter. Świnia i perła. Poznałam go w 1914 w jakiejś cukierni. Siedziałam naprzeciw niego. Haszysz i brandy. Nie zrobił na mnie szczególnego wrażenia. Nie wiedziałam, kto to był. Wyglądał brzydko, dziki i chciwy. Spotkałam go znowu w Café Rotonde. Był ogolony i wyglądał uroczo. Wytwornym ruchem zdjął czapkę, zaczerwienił się i poprosił mnie, żebym z nim poszła i obejrzała jego prace. Poszłam. W kieszeni zawsze miał jakąś książkę. ‘Maldoror’ Lautréamonta. Pierwszym obrazem olejnym, który mi pokazał, był Kisling. Pogardzał wszystkimi oprócz Picassa i Maxa Jacoba. Nie znosił Cocteau. Nigdy nic dobrego nie robił, gdy był pod wpływem haszyszu.

Podczas gwałtownego związku z Beatrice Hastings zamiłowanie Modiglianiego do ekscesów w życiu nasiliło się jeszcze bardziej. Spożywanie alkoholu i opium, do spółki z przyjaciółmi Maurice’em Utrillo i Chaimem Soutinem, zostało podchwycone przez prasę.

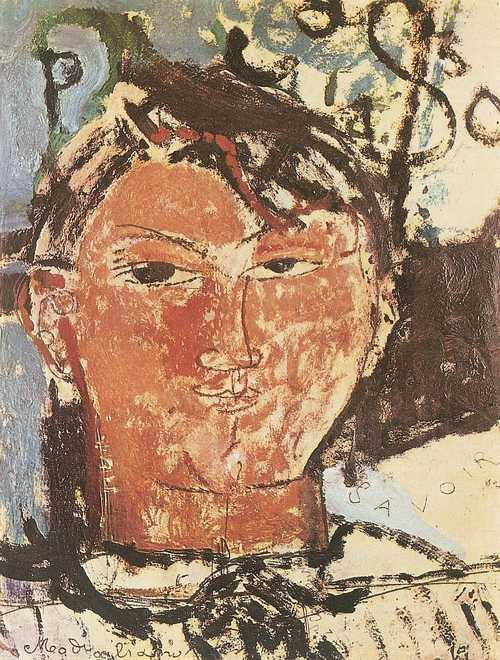
Portret Pabla Picassa, 1915, kolekcja prywatna. Jeden z portretów zaprzyjaźnionego artysty, pochodzący z czasów I wojny światowej.

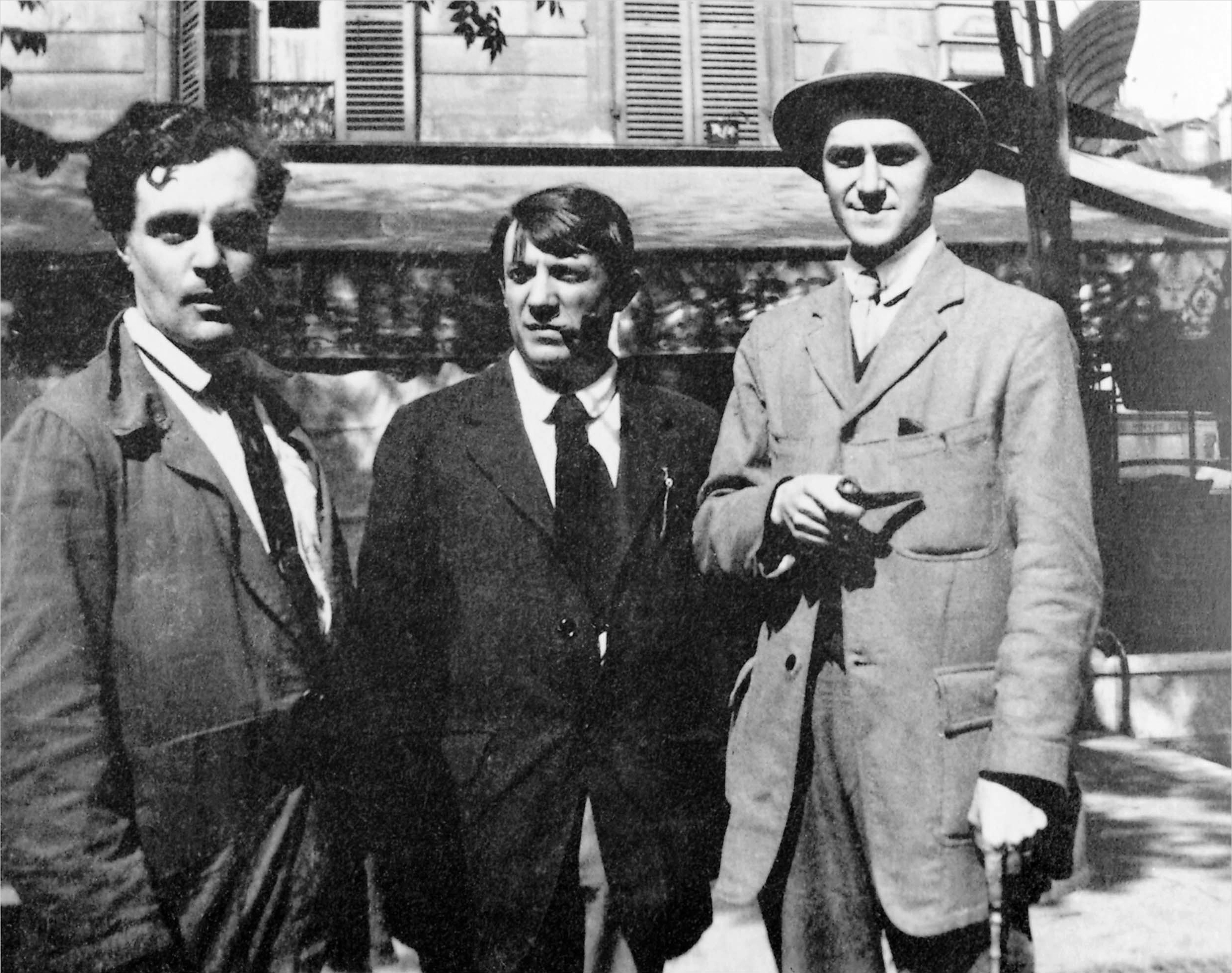
Amedeo Modigliani, Picasso i André Salmon. Zdjęcie wykonane przez Jeana Cocteau w Paryżu w 1916 roku

W 1915 Modigliani przeniósł się z Beatrice Hastings do mieszkania na Rue Norvaine na Montmartre. Namalował tam portret Pabla Picassa. Rok później powstały następne portrety wybitnych osobistości, m.in. swoich przyjaciół Jacques’a Lipchitza oraz Chaima Soutine’a, którego wspierał. Malując portrety artystów awangardy Modigliani sam się z nią związał. Zapewnił sobie dzięki temu stale miejsce na scenie paryskich artystów, ponieważ swoimi portretami scenę tę wzmocnił i umożliwił powstanie późniejszej legendy o sobie jako głównej postaci paryskiego środowiska artystycznego. W 1916 roku Amedeo Modigliani poznał polskiego marszanda i poetę Leopolda Zborowskiego.

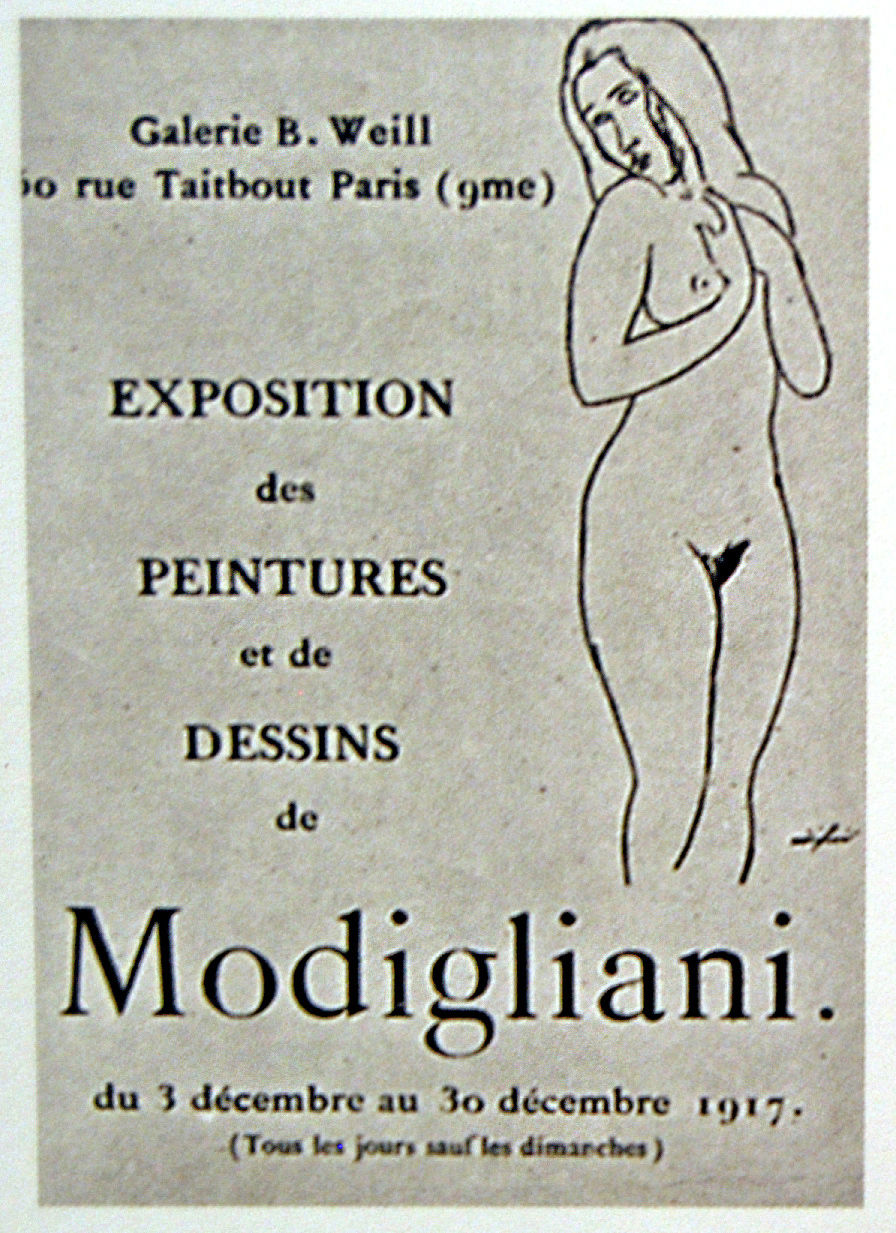
Plakat z wystawy u Berthe Weill

Zborowski przyjechał w 1914 roku do Paryża, żeby studiować literaturę. Utrzymywał się sprzedając książki i druki. Jako handlarz wprawdzie nie miał kontaktu z Guillaume’em ani jego wyczucia dla malarstwa awangardowego, wspierał jednak Modiglianiego w ostatnich latach jego życia. Razem z żoną Anną Zborowski przyjął pod swój dach Modiglianiego, po tym, jak ten zerwał z Beatrice Hastings. Wypłacał Modiglianiemu dniówkę, opłacał mu materiały malarskie i pozwalał pracować w swoim mieszkaniu. Później opłacał również modelki, pozujące mu do aktów.
Amedeo Modigliani w latach 1916–1917 namalował ok. 30 aktów. Za pośrednictwem Zborowskiego obrazy te zostały pokazane na indywidualnej wystawie w galerii marszandki Berthe Weill. 3 grudnia 1917 miał miejsce wernisaż dla zaproszonych gości. Galeria była położona naprzeciwko posterunku policji, a gromadzące się przy oknie wystawowym z aktami tłumy zwróciły uwagę komisarza. Wezwał on Berthe Weill do siebie i zażądał zamknięcia wystawy i zdjęcia obrazów, ponieważ były one zbyt wyzywające. Żeby uniknąć konfiskaty obrazów, Weill zastosowała się do tego żądania.

### Związek z Jeanne Hébuterne. Wyjazd na południe Francji

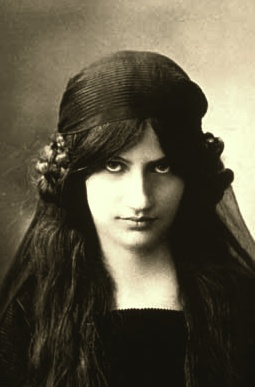
Jeanne Hébuterne

W kwietniu 1917 Modigliani poznał 19-letnią Jeanne Hébuterne, która studiowała w Akademii Colarossiego. Oboje wkrótce potem zamieszkali razem.
Przyjaciele Jeanne nazywali ją „kokos” z powodu jej bladej karnacji i jasnorudych włosów, które czasami upinała wokół głowy na kształt korony. Dziewczyna miała pewien talent do rysunku, oboje z Modiglianim wykonali wspólnie kilka szkiców. Jeanne namalowała w akwareli swój autoportret (obecnie w Petit-Palais w Genewie). Modigliani z kolei namalował 16 obrazów przedstawiających Jeanne. Oprócz nich zachowała się jedna fotografia Jeanne, na której widnieje ona ubrana w poncho, oraz jedna rzeźba dłuta jej przyjaciółki, Chany Orloff, przedstawiająca ją w ciąży.
Wiosną 1918 Amedeo Modigliani i Jeanne Hébuterne opuścili Paryż przed naciągającymi oddziałami niemieckimi i udali się na wybrzeże Morza Śródziemnego, gdzie artysta namalował liczne portrety. Gotowe obrazy wysyłał Zborowskiemu do sprzedaży do Paryża.
O roku spędzonym przez Modiglianiego na południu Francji niewiele wiadomo, ponieważ istnieją nieliczne dokumenty pisane, a i ówcześni znajomi paryżanie nie mieli o nim wiele do powiedzenia. Na początku Modigliani mieszkał prawdopodobnie w Cagnes-sur-Mer, później przeniósł się do pobliskiej Nicei. Tam Jeanne Hébuterne 29 listopada 1918 urodziła córkę, której nadała własne imię. Córka przyszła na świat jako dziecko pozamałżeńskie, zachował się jednak dokument z 7 lipca 1919, w którym Modigliani obiecywał ożenić się z Jeanne Hébuterne, czego ostatecznie nie zdążył uczynić. Po śmierci rodziców w 1920 Jeanne Modigliani (zm. 1984) była wychowywana we Florencji przez siostrę artysty. Stała się z czasem ważną biografką swojego ojca, pisząc książkę Modigliani bez legendy. Podczas pobytu w Nicei i jej okolicach Modigliani odwiedził Pierre-Auguste’a Renoira, mieszkającego w posiadłości na wybrzeżu. Jeden z sąsiadów malarza donosił później, iż pomiędzy starym mistrzem impresjonizmu a młodym malarzem doszło do kłótni, gdy Renoir zaczął udzielać Modiglianiemu rad odnośnie do malowania obrazów.

### Ostatni rok życia. Śmierć

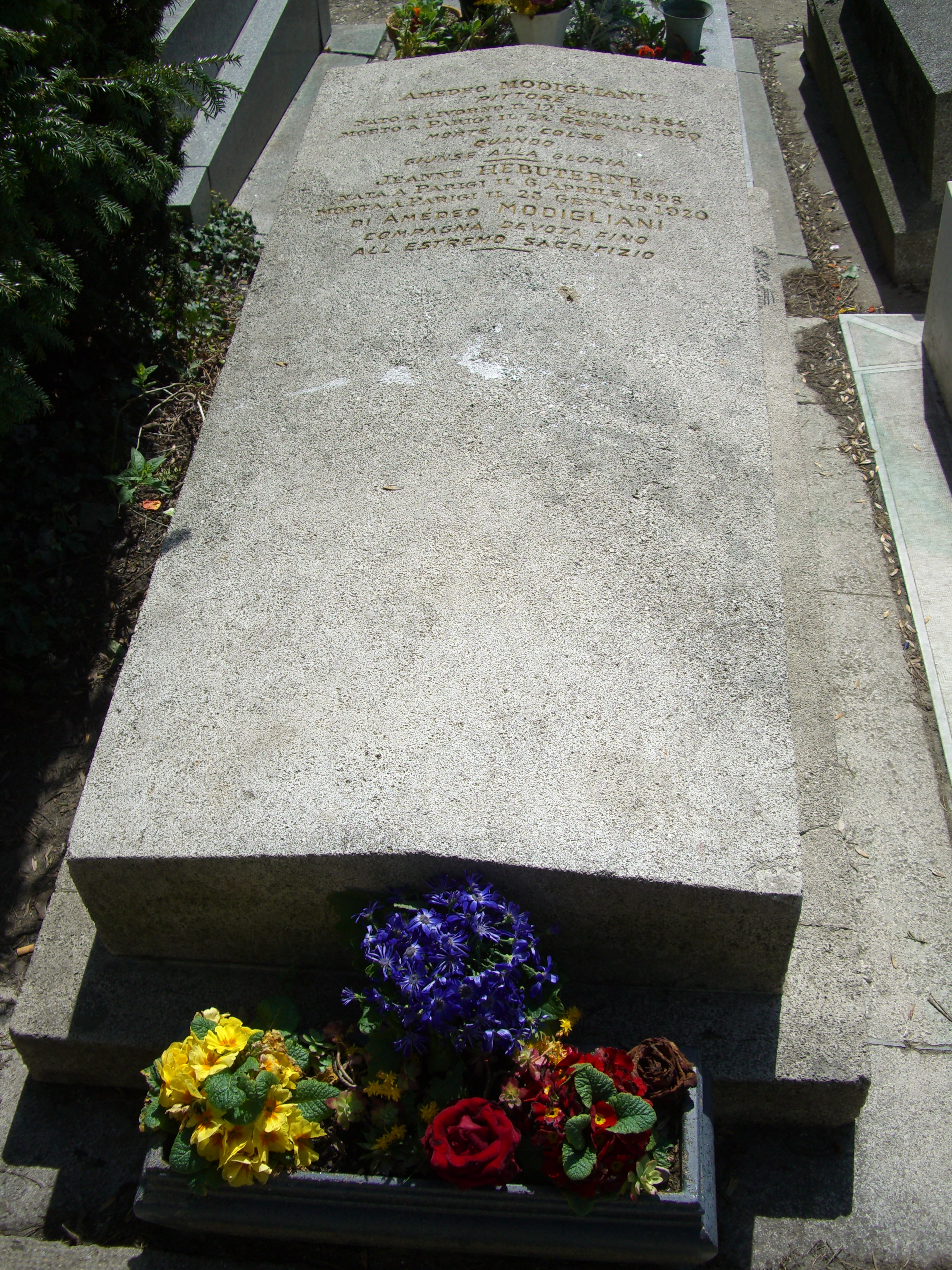
Grób Amedeo Modiglianiego i Jeanne Hébuterne

Dzięki Zborowskiemu kilka obrazów Modiglianiego pokazanych zostało na wystawach w Anglii, m.in. w Heale, w ramach wystawy Modern French Painting. We wrześniu tego samego roku londyńska Hill Gallery wystawiła 10 prac Modiglianiego. Angielscy kolekcjonerzy zaczęli kupować jego obrazy. Pod koniec maja 1919 Modigliani powrócił do Paryża. W tym czasie wspierał go również francuski malarz fińskiego pochodzenia Léopold Survage, użyczając mu swojego atelier. W lipcu podpisał zobowiązanie małżeńskie wobec Jeanne Hébuterne, która znów była w ciąży. Na jesieni uczestniczył w Salonie Jesiennym. Pod koniec 1919 Modigliani ciężko zachorował na gruźlicę, co przeszkodziło mu w planowanej podróży do Włoch.

Zabrany do szpitala, po drodze, według późniejszej relacji Jeanne Modigliani, szeptał: 

Włochy, Drogie Włochy.

 24 stycznia 1920 zmarł w paryskim szpitalu Charité. Dwa dni później Jeanne Hébuterne popełniła samobójstwo. Modigliani w obecności zgromadzonych tłumów został pochowany na cmentarzu Père-Lachaise. Później spoczęła obok niego również Jeanne Hébuterne, której rodzice początkowo sprzeciwiali się temu zamiarowi.

## Twórczość
Na dorobek twórczy Modiglianiego składa się 420 obrazów (z których tylko 14 jest datowanych), rysunki i ok. 25 rzeźb.
Główny aspekt twórczości Modiglianiego stanowi, nie licząc kilku pejzaży, przedstawienie człowieka. Artysta ukazywał go za pomocą portretu, aktu i rzeźbionych ludzkich głów, względnie postaci przedstawiając jego nieskazitelny obraz. Modigliani nie poddał się żadnemu określonemu kierunkowi w sztuce. W jego pracach są elementy ekspresjonizmu kubizmu, i symbolizmu, a przy tym nawiązania do sztuki antyku, renesansu i manieryzmu, z którymi artysta zapoznał się w czasie studiów. Wypracował on przy tym własny, indywidualny styl.
Dla stylu Modiglianiego charakterystyczne są formy linearne i mocno wyciągnięte. Na wielu spośród jego obrazów widoczne są typowe dla niego elementy, jak wydłużone twarze i oczy bez źrenic. Przedstawienie cechuje mocna redukcja, na portretach i aktach jest ono do tego stopnia skoncentrowane na osobie, że przestrzeń pojawia się w tle, a obok przedstawianej postaci prawie nie ma dodatków. Tylko w późnych dziełach Modiglianiego nieliczne umieszczane na obrazach przedmioty wskazywać będą na społeczne środowisko przedstawianej osoby. Powstałe przed 1914 nieliczne rysunki mające za temat varietés i cyrk przedstawiają osoby w większym, narracyjnym kontekście.
Ponieważ tylko drobna część prac Modiglianiego jest datowana, dokładną chronologię jego obrazów da się ustalić jedynie poprzez analizę stylistyczną i relacje pochodzące od współczesnych mu osób. Przy tym można wskazać w dorobku twórczym artysty stylistyczny i kompozycyjny rozwój prowadzący do coraz większej doskonałości jego obrazów.

### Portrety

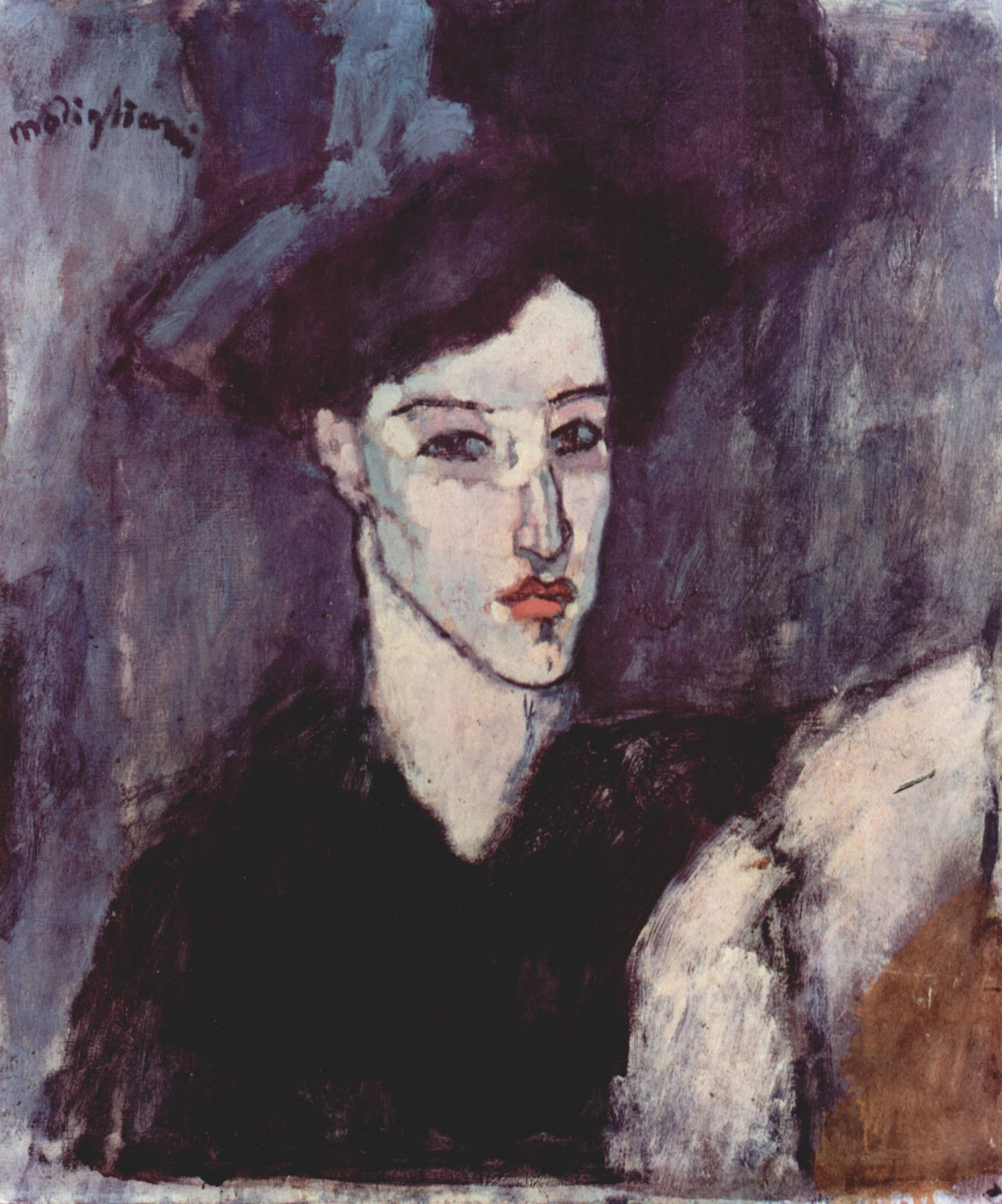
Żydówka, ok. 1908, kolekcja prywatna

Znaczną część obrazów Modiglianiego stanowią portrety. Do wczesnych prac artysty należy obraz Żydówka, pochodzący z ok. 1908. Malowidło to, olej na płótnie o wymiarach 55 × 46 cm, jest zbudowane na wzór posągu. Ukazuje przenikliwie spoglądającą kobietę o wyraziście opracowanej twarzy, wyraźnie odcinającej się od mglistego tła. Szczególną uwagę na obrazie zwraca nie tyle autonomiczne użycie barw i płaszczyzn, ale przedstawienie psychologicznego wizerunku portretowanej osoby, wyrażone w przekazie nastroju, powściągliwości obrazu i wzroku kobiety skierowanym na widza. Pomimo swobodnych pociągnięć pędzla Żydówka jest obrazem nad wyraz wyważonym. Są jednak na obrazie fragmenty, które wyraźnie odróżniają się od czysto malarskiego potraktowania powierzchni malowidła, jak barwne pole w prawym, dolnym narożniku obrazu, którego nie da się podporządkować jakiemuś konkretnemu przedmiotowi. W takim podejściu Modiglianiego do tematu widoczny jest ślad epokowego określenia francuskiego malarza i teoretyka Maurice’a Denisa, iż obraz, „zanim stanie się bojowym rumakiem, aktem lub anegdotą, jest tylko powierzchnią pokrywaną farbami w ustalonym porządku”. Żydówka jest wyrazem poszukiwań prowadzonych po omacku przez Modiglianiego pośród awangardowych kierunków. Zdradza wpływ linearnej sztuki Toulouse-Lautreca, ale też nawiązania do wychudzonych postaci z okresu błękitnego w twórczości Pabla Picassa. Kiedy obraz został pokazany w 1908 na Salonie Niezależnych, pojawił się właśnie kolejny kierunek w sztuce – kubizm, który poprzez rozbicie przestrzeni i perspektywy zburzył wszystkie konwencjonalne przyzwyczajenia. Bohaterami tego nowego prądu w sztuce byli Pablo Picasso i Georges Braque, a wkład Modiglianiego pozostał prawie niezauważony.

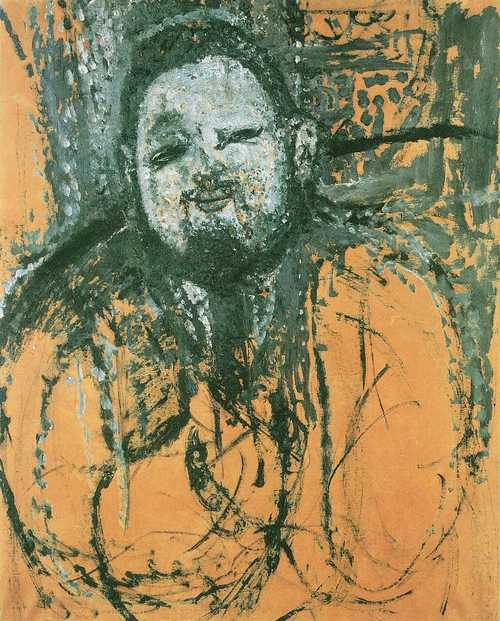
Portret Diego Rivery, 1914, Museu de Arte de São Paulo

Podczas I wojny światowej, po rzeźbiarskim okresie swej twórczości, Modigliani sportretował wielu przyjaciół i artystów przebywających wówczas w Paryżu. Jednym z tego typu obrazów jest Portret Diego Rivery z 1914. Obraz ten, olej na kartonie o wymiarach 100 × 79, ukazuje meksykańskiego malarza Diego Riverę, który trzy lata wcześniej przybył do Paryża i szybko wszedł do kręgu przyjaciół Picassa. Był wielokrotnie portretowany przez Modiglianiego. Omawiany portret poprzez swobodne operowanie barwnymi plamami ukazuje twarz i temperament rewolucjonisty. Podkład obrazu stanowią grube warstwy farby. Tu Modigliani nie odwoływał się do koloryzmu uwielbianego przezeń Cézanne’a, lecz czerpał z dorobku wcześniejszego malarstwa impresjonistycznego. Technika kreślarska tego obrazu przypomina również prace Modiglianiego nad tworzeniem rzeźb stwarzając wrażenie reliefu wyrytego w podkładzie obrazu. Obraz ukazuje górną część tułowia Rivery. Zaokrąglona twarz okolona jest włosami i brodą. Zarówno głowa, jak i tułów nie są wyraźnie odgraniczone od tła obrazu. Stąd powstaje wrażenie, iż tułów wypełnia cały obraz. Oczy Diego Rivery są przymknięte, a usta rozchylone w uśmiechu, dlatego wygląda on na zamyślonego i zadowolonego. Dzięki takiemu sposobowi malowania obraz jest jednym z bardziej ekspresyjnych w dorobku Modiglianiego w przeciwieństwie do portretów, które nastąpiły po nim, których styl jest prostszy i bardziej wygładzony i które są bardziej wartościowe, jeśli chodzi przedstawienie osobowości i charakteru portretowanej osoby.

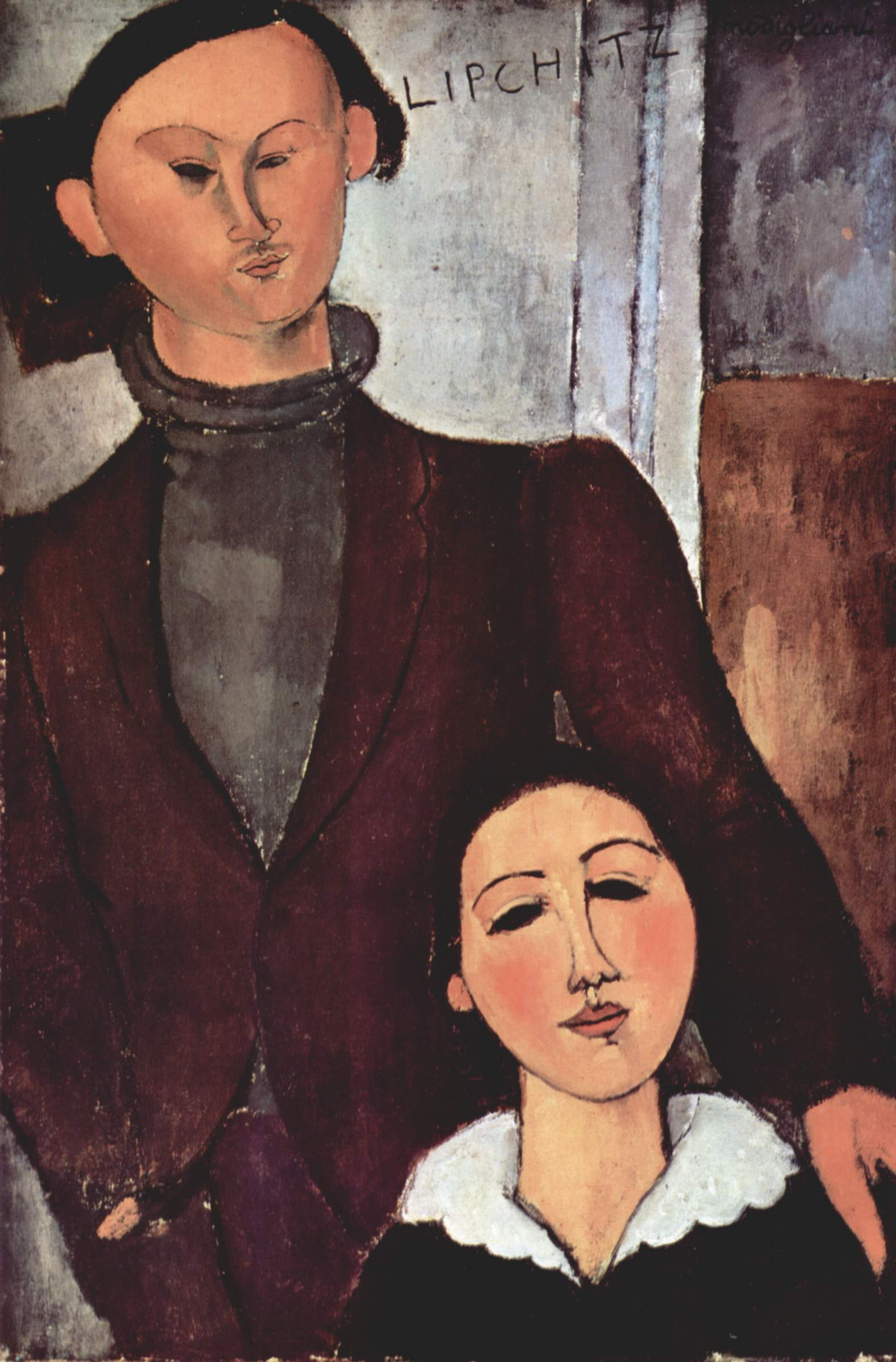
Portret Jacques’a Lipchitza i jego żony Berthe Lipchitz, 1916, Art Institute of Chicago

Obraz Portret Jacques’a Lipchitza i jego żony Berthe Lipchitz z 1916 lub 1917 należy do tych obrazów, w których Amedeo Modigliani zrezygnował z przedstawienia psychologicznego charakteru postaci na rzecz reprezentatywnego portretu, którego wzorce sięgają epoki baroku. Obraz ten, olej na płótnie o wymiarach 80,2 × 53,5, namalował Modigliani według fotografii ślubnej Lipchitza w kilku pozycjach siedzących. W czasach artysty często używano fotografii jako wzoru dla obrazów. Portret Jacques’a Lipchitza i jego żony Berthe Lipchitz zajmuje w dorobku Modiglianiego szczególną pozycję, ponieważ należy do nielicznych namalowanych przez niego portretów podwójnych. Znaczenie tego obrazu jest tym wyraźniejsze, iż portrety grupowe w dorobku Modiglianiego właściwie nie istnieją. Portret młodej pary poprzedziły liczne szkice, których wystarczyło jednak tylko do tego jednego portretu. Malując go Modigliani zbliżał się powoli do ostatecznej kompozycji obrazu. Obraz ukazuje Jacques’a Lipchitza jako pana młodego stojącego za swoją żoną Berthe, przedstawioną na pierwszym planie w pozycji siedzącej. Lewą rękę oparł on na ramieniu żony. Oboje są ubrani w ciemne stroje, dzięki czemu odcinają się na jasnym tle obrazu. Ich twarze są zaokrąglone, a oczy pozbawione źrenic. Przedstawione na obrazie postacie Lipchitzów, z którymi Modigliani utrzymywał przyjacielskie kontakty, wyglądają wprawdzie sympatycznie, ukazane jednak zostały z pewnym, pozbawionym emocji, dystansem. Będzie to cecha charakterystyczna portretów malowanych w kolejnych latach przez Modiglianiego aż do jego śmierci. W drodze do definitywnego ujęcia portretu dokonał się również pewien rozwój stylistyczny; w tle występują linie pionowe i poziome, a obraz został zdominowany przez linie łukowate i formy opływowe. Modigliani umieścił na portrecie napisane dużymi literami nieregularne logo LIPCHITZ – charakterystyczną, stylistyczną cechę artysty, występującą na wielu portretach jego przyjaciół. Napis ten, który dzięki niezgrabnemu pociągnięciu pędzla wyraźnie różni się od sygnatury, nawiązuje od strony formalnej do tradycji obrazów epoki renesansu. Tacy artyści jak Giorgione i Tycjan podawali w napisach nie tylko nazwiska przedstawianych osób, ale również np. informację o ich przynależności do tajnych związków. Takim formalnym cytatem mógł Modigliani uczynić aluzję do podobnego, wewnętrznego pokrewieństwa sportretowanych przyjaciół. Poza tym potrzebował go do uatrakcyjnienia kompozycji obrazu. W tych nawiązaniach do baroku i renesansu widać wyraźnie, że artysta wykorzystywał w malowanych obrazach swoją znajomość wcześniejszych epok w sztuce, którą nabył podczas studiów w czasach młodości.

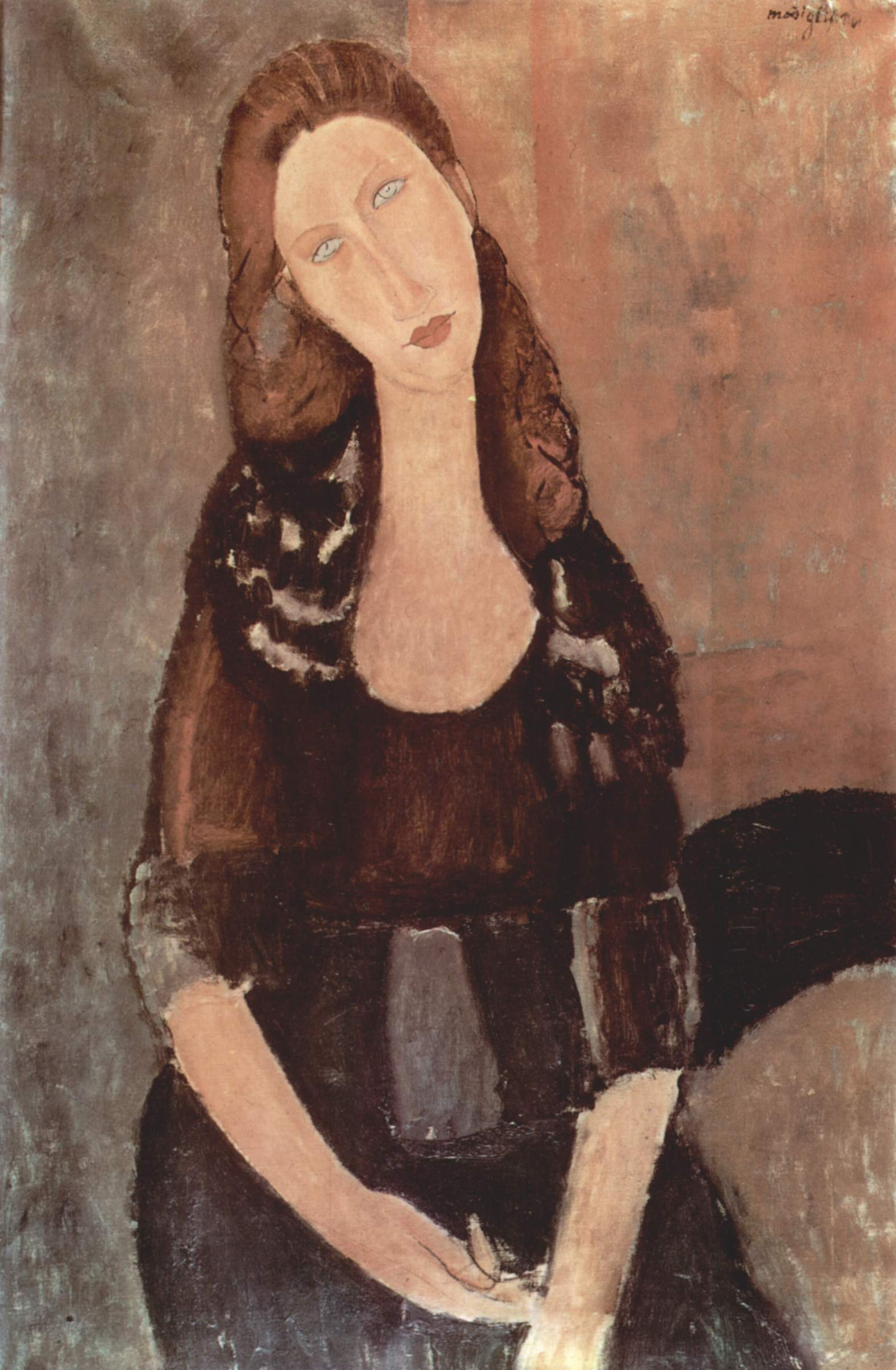
Portret Jeanne Hébuterne, 1918, kolekcja prywatna

Wiele portretów Modiglianiego ukazuje jego obie kochanki, Beatrice Hastings i Jeanne Hébuterne. Obrazy z Hastings zawierają często dowcipne interpretacje jej oczu, ust i nosa wskazując na silną koncentrację artysty na charakterze jego kochanki uchodzącej za ekscentryczkę. Obrazy te mają kokieteryjne i poufne oddziaływanie, będące rezultatem ścisłego i, według własnych relacji Hastings, dramatycznego stosunku Modiglianiego do niej. Stosunek artysty do Jeanne Hébuterne nie był, z powodu dzielącej ich różnicy wieku, tak gwałtowny. Portrety Hébuterne nie wykazują większego zróżnicowania co do perspektywy i stylu. W kilku obrazach została ona przedstawiona jako lolita, co wskazuje na związek z jej młodzieńczą naiwnością, choć w życiu Modiglianiego stanowiła ona pewien constans. Jeanne Hébuterne pozwoliła Modiglianiemu na nowo zastanowić się nad swoim życiem, ukształtowanym przez narkotyki i alkohol. Z ciążą Jeanne związana była poważna zmiana w życiu Modiglianiego, stojąca w opozycji do jego wcześniejszego życia. W takich okolicznościach powstał obraz Portret Jeanne Hébuterne, na którym została ona ukazana w zaawansowanej ciąży. Portret przedstawia ją w pozycji siedzącej, z rękami opartymi na kolanach i z głową pochyloną w bok. Ciąża nie jest przez Modiglianiego ukryta, lecz przeciwnie – zaakcentowana. Wskazuje na nią np. zgięty palec prawej ręki spoczywającej na brzuchu. Kolejnym elementem akcentującym stan Jeanne jest pas spowijający brzuch na wysokości bioder. Pomimo mocno wyciągniętej szyi jest widoczny lekko zamarkowany podwójny podbródek, wskazujący na ostatnią fazę ciąży. Użycie kolorów jest bardzo wyważone. Ciemne fragmenty ubrania i włosów są zrównoważone poprzez pas na biodrach i ramionach, jak również zieleń i oranż tła obrazu. Obraz cechuje bardzo spokojny nastrój, nie ma na nim żadnego ruchu, a postać jest w stanie spoczynku, co szczególnie widoczne jest w pozycji jej głowy. Szczególnej intensywności dodaje tu jedynie wzrok Jeanne Hébuterne skierowany prosto w oczy widza i rozpraszający ciszę.

### Akty

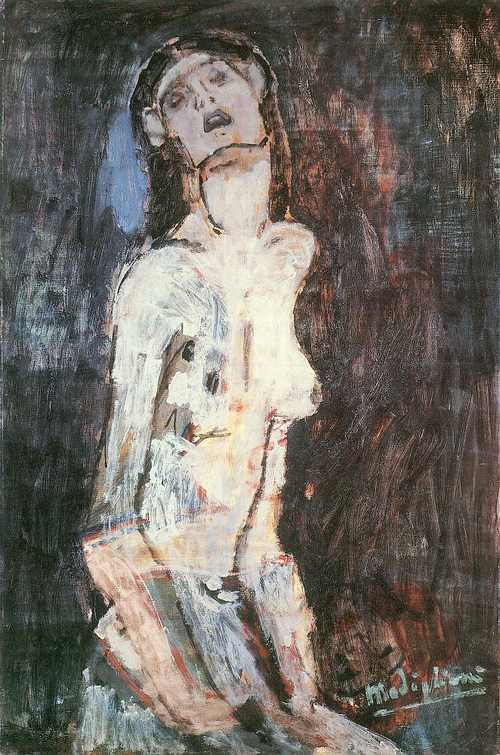
Akt cierpiący (Nudo Dolente), 1908, Richard Nathanson, Londyn

Amedeo Modigliani malował w ciągu całego swojego życia akty, które po portretach stanowią drugą pod względem liczby grupę jego dzieł. Pierwsze akty pochodzą z 1908, np. obraz Akt cierpiący (Nudo Dolente). Malowidło to, olej na płótnie o wymiarach 81 × 54 cm, przedstawia połowę kobiecej figury w pozycji stojącej. Szczupła kobieta ukazana jest całkowicie naga. Głowa jej jest odchylona do tyłu, a usta otwarte. Jest to oznaka ekstazy, zmartwienia, bólu i zmysłowości. Prawdziwa ekspresja osoby skrywa się pod twarzą przypominającą maskę. Jej ramiona są wyciągnięte do przodu. Nienaturalnie długie ręce zwisają swobodnie, a dłonie opierają się na udach. Kobieta jest szczupła, podobna do szkieletu. Tym samym obraz Modiglianiego zaprzecza klasycznym kanonom tego gatunku w malarstwie, który charakteryzował się zmysłowym i bardzo erotycznym podtekstem. Na ciemnym tle obrazu ukazane jest, na zasadzie kontrastu, jasne, niemal białe ciało. Użyte barwy są surowe, przez co obraz sprawia wrażenie częściowo nieukończonego. Uformowanie przez Modiglianiego ciała na obrazie wskazuje na wyraźne wpływy innych artystów epoki: Edvarda Muncha (obraz Madonna z 1894) czy Georges’a Minne’a.
W latach 1916–1917 Modigliani namalował serię aktów obejmującą 30 obrazów. Ukazują one siedzące, stojące lub leżące modelki, przedstawione w wyidealizowanej nagości. Ciała kobiet stanowią centralną część obrazu. Przestrzeń i pozostałe obiekty występują w tle i są przedstawione tylko w niewielkim zakresie. Przedstawienie kobiet nie ma żadnego mitologicznego czy historycznego kontekstu, ale służy jedynie zaprezentowaniu nagości. Pomimo to akty te nawiązują do tradycyjnego przedstawienia nagiej Wenus, która od renesansu aż do XIX w. była dominującym motywem aktu. Modigliani nawiązywał do włoskich mistrzów epoki renesansu jak Tycjan, Sandro Botticelli i Giorgione, tworzących jeszcze przed akademickim okresem w malarstwie. Ich przedstawienia nie powstały na podstawie konkretnych póz aktowych, ale stanowią wyraz indywidualizmu każdego z nich. Wraz ze sztuką akademicką ugruntowało się charakterystyczne pojmowanie aktu. Przyjął się określony i ograniczony kanon pozowania modelki do aktu ujęty w ścisłe i formalistyczne reguły. Amedeo Modigliani w swoich aktach przełamał tę akademicką tradycję nie zwracając w nich uwagi na proporcje, anatomię i ruchy. Również pozy modelek nie są zgodne z wymogami akademizmu. Akty Modiglianiego wykazują natomiast wpływ praktyki wyniesionej z akademii Colarossiego, której studenci mieli do dyspozycji modelki i mogli dowolnie decydować o sposobie pozowania przez nie. Powstawały wówczas tzw. kwadransowe akty, wymagające odręcznego, szybkiego zanotowania motywu. Z paryskiego okresu w życiu Modiglianiego zachowały się liczne szkice aktów tego typu.

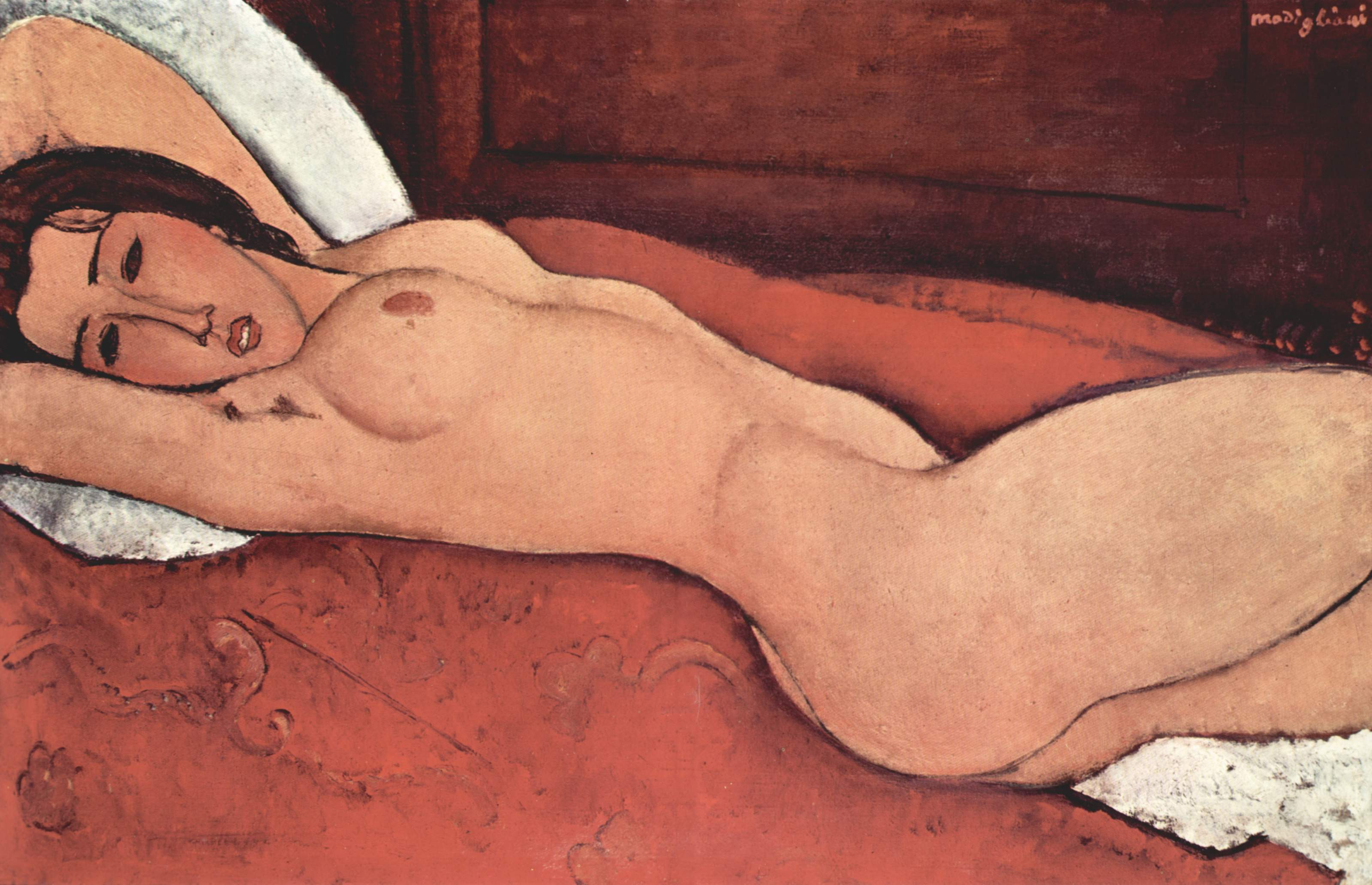
Akt leżący z rękami skrzyżowanymi pod głową, 1917, kolekcja prywatna, Nowy Jork

Obraz Akt leżący z rękami skrzyżowanymi pod głową, malowidło o wymiarach 60,6 × 92,7 cm, należy do najsłynniejszych dzieł Modiglianiego. Pochodzi również z serii obrazów namalowanych w 1916 i 1917. Ukazuje on leżącą modelkę, wypełniającą centrum obrazu. Kobieta ukazana jest lekko z góry i w tak dużym zbliżeniu, że część jej rąk i nóg nie zmieściła się na obrazie – brak jest przedramion, dłoni i nóg od kolan w dół. Twarz jej jest skierowana w stronę widza, oczy są otwarte i patrzą prosto w jego oczy. Biodra są lekko wyciągnięte do tylu, przez co niewidoczne jest łono. Ciało ułożone jest na czerwonym prześcieradle, co stwarza lekki kontrast barw jasnych i ciemnych. Pod głową widoczna jest biała poduszka, która wraz z białą narzutą stanowi najjaśniejszą część obrazu. Tłem obrazu jest ściana. Obok ciała właściwie prawie nie ma przedmiotów rozpraszających uwagę. Obraz wykazuje zbieżność z kompozycją ówczesnej fotografii aktu, przy czym erotyka nie jest przesadnie podkreślona, lecz melancholijnie stonowana; z przedstawionej kobiety emanuje godność i chłód, co stanowi nawiązanie do rzeźb artysty.

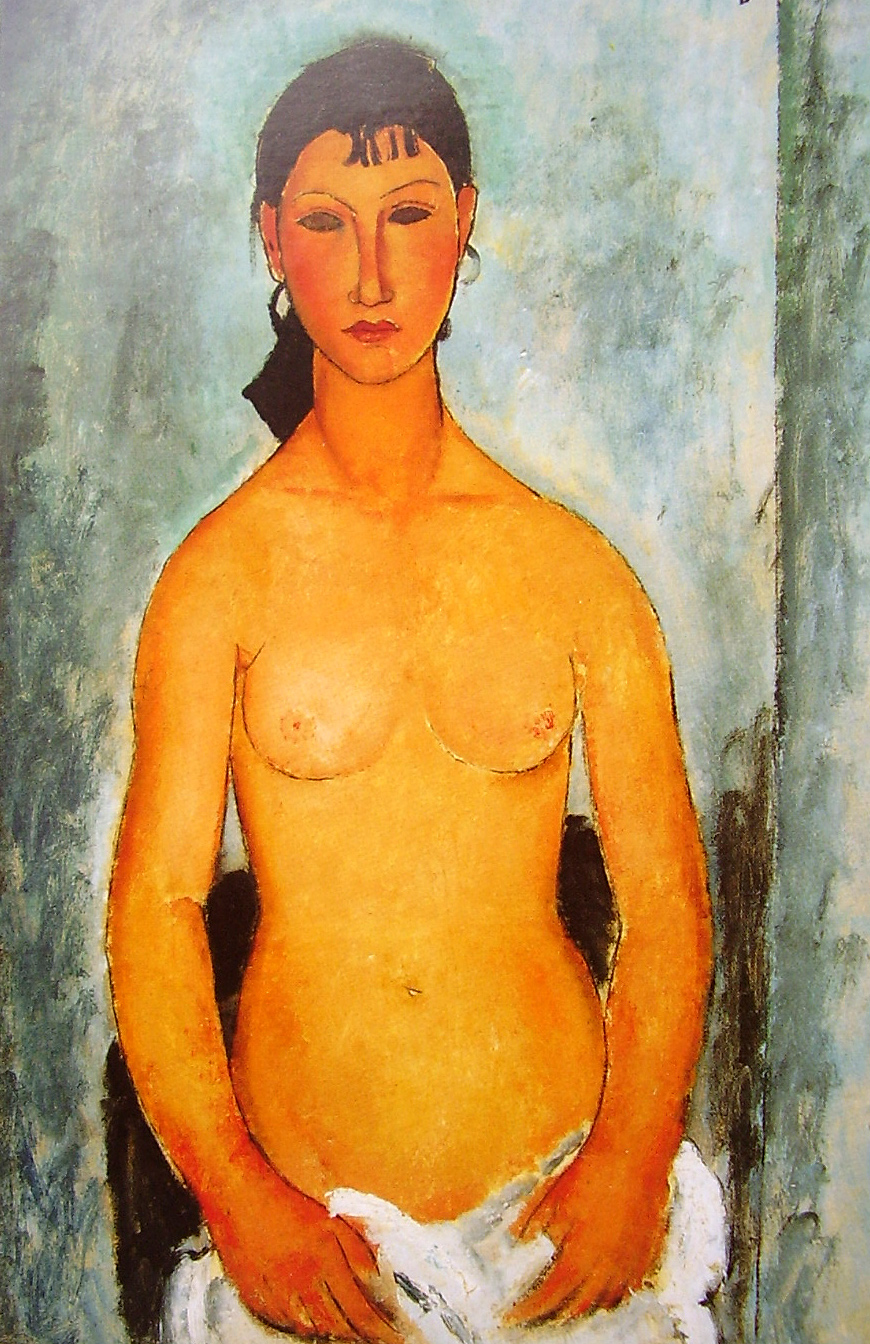
Akt stojący – Elvira, 1918, Sammlung Walter Hadorn, Berno

Po serii z lat 1916–1917 Amedeo Modigliani malował akty tylko okazjonalnie, jak Akt stojący – Elvira, olej na płótnie z 1918, o wymiarach 92 × 60 cm. Dzieło to powstało podczas pobytu artysty na południu Francji. Na obrazie są użyte, typowe dla dzieł namalowanych wówczas przez w tamtym czasie, wyraźnie jasne kolory. Zamiast dominujących ciemnych tonacji, szczególnie czerwieni, na obrazie tym występuje kolor turkusowy. Stojąca modelka, ukazana tylko od pasa w górę, stanowi centralną część obrazu. Oprócz białego prześcieradła przesłaniającego jej łono nie ma żadnych innych kompozycyjnych elementów obrazu. Kontury ciała są silnie zaznaczone, a farba kładziona na dużej powierzchni, żeby podkreślić obecność osoby.
Interpretując akty Modiglianiego jedni krytycy dali się ponieść emocjom, jeśli chodzi o doskonałą ich zmysłowość, podczas gdy inni widzieli w nich tylko pogoń artysty za perfekcją. Francuski pisarz i krytyk sztuki, Francis Carco, tak określił odwagę Modiglianiego w malowaniu aktów:

On przybliża te zaskakujące dociekania zupełnie szczerze na płótnie. Ich nagość wydaje się polegać jedynie na ujawnieniu modelowania brzucha, piersi i ust, które są bardziej zagadkowe niż rzeczywista płeć. Artysta nigdy staranniej nie zinterpretował [ich] zwierzęcej gibkości, czasami sparaliżowanej, opuszczenia i radosnej kruchości. Popatrzcie na te splecione ręce, lub dłonie szukające się nawzajem, ruch twarzy, oczy, jedno już wpół zamknięte w oczekiwaniu na mającą nadejść przyjemność, palec ... uda, bardziej kuszące niż powab dwóch wyciągniętych ramion....

Włoski krytyk sztuki Giovanni Scheiwiller wyróżnia dwa typy aktów Modiglianiego:
- te, które przedstawiają modelki w kwiecie młodości, dostarczające artyście doznań zarówno duchowych, jak i cielesnych,
- oraz te, w których widoczna jest doskonała duchowa więź pomiędzy artystą a modelką, kiedy artysta idzie dalej, przenosząc własne odczucia estetyczne na obraz, deifikując kobietę niczym mistyk pochylający się przed tajemnicą[31].

### Pejzaże

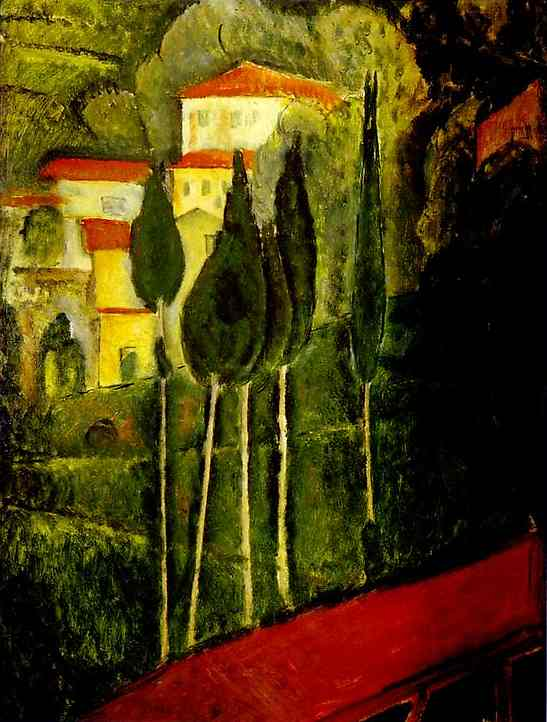
Pejzaż Południa, 1919, kolekcja prywatna (?)

Wśród dzieł Amedeo Modiglianiego znajduje się tylko kilka pejzaży. Powstały one w latach jego młodości we Włoszech, podczas podróży do ojczyzny oraz pobytu na południu Francji. Podczas gdy namalowany w 1898 obraz Pejzaż Toskanii nosi jeszcze wpływy impresjonizmu i nie wykazuje wyraźnych konturów, sprawiając wrażenie zamazanego, to np. powstały w 1919 na południu Francji obraz Pejzaż Południa (60 × 45 cm) charakteryzuje się wyraźnymi konturami. Budynki stojące na pagórkach w tle malowidła tworzą przejrzyste, geometryczne struktury w przeciwieństwie do kształtów otaczających je obłoków, które jednak też mają ostre kontury. Pierwszy plan jest przedzielony diagonalną, czerwoną płaszczyzną, przedstawiającą drogę lub poręcz mostu. Czerwień tej partii obrazu podkreśla kolor dachów domów odcinając się wyraźnie od otoczenia, co wywołuje poczucie ciasnoty i ograniczoności. Ułożone tarasowato wzgórza w centrum obrazu prowadzą w jego głąb i stwarzając wrażenie przestrzennej głębi. Kontrastują z nimi stojące na pierwszym planie drzewa, których długie, linearne struktury dodatkowo porządkują obraz.
Również na obrazach przedstawiających pejzaże, namalowanych przez Modiglianiego na południu Francji, dominuje portretowy format obrazu nad pejzażowym – zamiast używać typowego dla pejzaży formatu poziomego artysta używał nadal formatu pionowego. Obrazy Modiglianiego wykazują podobieństwo do pejzaży Paula Cézanne’a, które były dla niego artystycznym przykładem, podobnie jak obrazy innych ówczesnych artystów. Istnieją przykładowo kompozycyjne paralele z obrazami Gustava Klimta. Obok tego istnieją dalsze podobieństwa, jeśli chodzi o stylizowany wygląd drzew, jak również przestrzenną organizację elementów składowych obrazu.

### Rzeźby i obrazy związane z rzeźbiarstwem

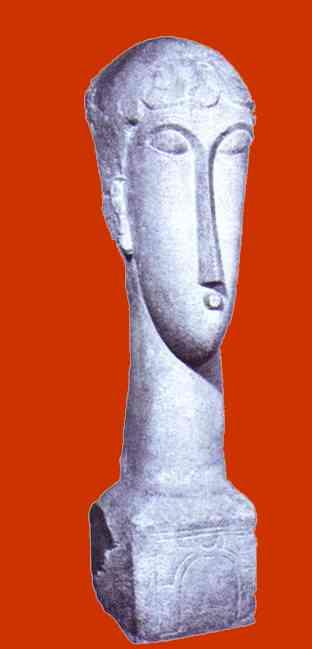
Głowa kobiety, rzeźba w wapieniu, 1912, Philadelphia Museum of Art, Filadelfia.

W latach 1909–1914 Amedeo Modigliani poświęcił się niemal wyłącznie rzeźbiarstwu, ku któremu zwrócili się także inni ówcześni artyści, jak np. Picasso, Matisse i André Derain. Stało się w wyniku zainteresowania się rzeźbą afrykańską, która jeszcze przed I wojną światową zaczęła zdobywać wielką popularność jako tzw. „czarna rzeźba”. Amedeo Modigliani poznał rumuńskiego rzeźbiarza Constantina Brâncușiego, którego rzeźby były wystawione obok jego obrazów w Salonie Jesiennym. Po nawiązaniu z nim kontaktu Modigliani zwrócił się w stronę rzeźby i przeniósł się do swojego atelier na Montparnasse, zaadaptowanego na potrzeby tego gatunku sztuki.
Motywem większości rzeźb Modiglianiego są głowy, określane przez niego jako kolumny czułości. Według historyka sztuki Gerharda Kolberga rzeźby te oscylują „pomiędzy wysokim, ideowym rzeźbiarskim wymogiem a prymitywnym niemal archaicznym rzeźbiarskim wykonawstwem”. Charakterystyczne jest przy tym to, iż Modigliani, pomimo braku rzeźbiarskiego doświadczenia, potrafił nadać rzeźbionym przez siebie głowom jednolity, stylistyczny wygląd. Głowy te mają jednakowy podstawowy rozmiar i są wyrzeźbione z prostopadłościennych, kamiennych bloków. Opracowane na podobieństwo bożków i ikon, emanują one dzięki swojej prostocie majestatyczną godnością. Wspólne wystawy tych rzeźb w 1911 wykazały wyraźnie, iż mają one znaczenie tylko jako całość, a nie jako poszczególne prace. Żeby jeszcze bardziej zwiększyć efekt prezentacji, Modigliani rozwinął własną koncepcję oświetlenia obiektów. Przy pomocy takiego zamysłu ekspozycyjnego inscenizował on swoje rzeźby w taki sposób, żeby wywołać mistyczne, niemal religijne wrażenie. Przykładem tej serii rzeźb jest Głowa kobiety, dzieło o wymiarach 70,5 × 23,5 × 7,6 cm, znajdujące się w zbiorach Philadelphia Museum of Art. Rzeźba ta jest charakterystyczna dla interpretacji głów przez Modiglianiego. Twarz jest tak mocno wyciągnięta, że nos i uszy są nienaturalnie długie. Podbródek jest zakończony ostro, a odstęp między oczami nieznaczny. Twarz nie wyraża żadnych emocji, lecz emanuje spokojem.
Obok głów zrealizował Modigliani tylko jeszcze dwie znane dziś rzeźby: figurę stojącą i kariatydę. Stanowią one wyraźne nawiązanie do sztuki grecko-rzymskiego antyku. Kariatydy to figury ścienne o ludzkich kształtach, wykorzystywane jako podpory gzymsów lub kondygnacji, będące od czasów antycznych stałym elementem architektonicznym. Rzeźba Kariatyda z 1914 wskazuje tylko przez swoją postawę na związek z funkcją podpierania. Postać kariatydy klęczy na jednym kolanie, podczas gdy drugie, lekko zgięte, podtrzymuje korpus. Bujna kobieca sylwetka trzyma obie ręce uniesione nad głową. Obciążenie, które musiała podtrzymywać, zaznaczył Modigliani jedną płytą.

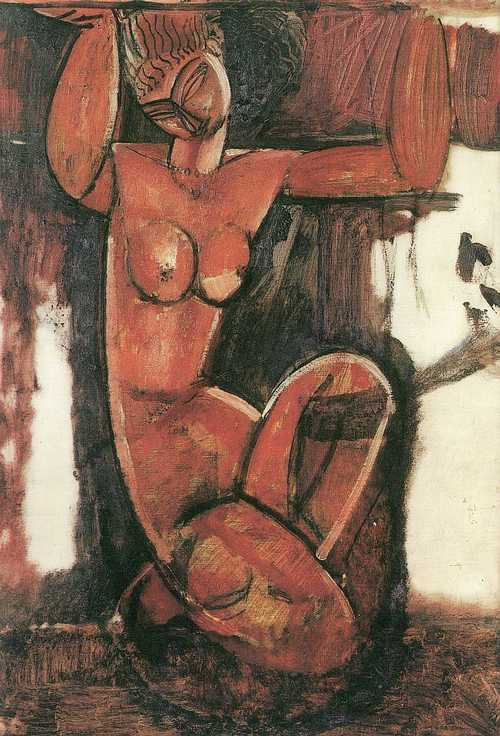
Kariatyda 1911/1912, 72,5 × 50 cm, olej na płótnie, Kunstsammlung Nordrhein-Westfalen, Düsseldorf

Ciężar rzeźby jest skoncentrowany wyłącznie na centralnej osi figury, co zapewnia jej stabilność. Wykorzystany do rzeźby wapień opracował Modigliani tylko z grubsza, na co wskazuje surowa jej powierzchnia w przeciwieństwie do gładkich powierzchni rzeźb głów. Twarz nie została opracowana, więc postać kariatydy cechuje się osobliwą anonimowością.
W rzeźbiarskim okresie swej twórczości Modigliani namalował tylko kilka obrazów, a i one nawiązują do rzeźb. Widać w nich inspirację posągami lub motywem kariatyd. Przykładem tej grupy obrazów jest Kariatyda, olej na płótnie o wymiarach 72,5 × 50 cm, powstały w 1912 obraz, znajdujący się w zbiorach Kunstsammlung Nordrhein-Westfalen w Düsseldorfie. Malując go artysta użył jedynie brązowych i ciemnoszarych tonacji. Jego technika stała się generalnie prostsza, a w niektórych fragmentach nawet wydaje się być celowo niedoskonała. Szkicowe elementy tego obrazu są sprzężone z nielicznymi, precyzyjnymi liniami, z których artysta rozwija postać kobiety, osiągając udany kontrast między statycznością a dynamizmem, otwartością a zamknięciem. Kariatyda ma w sobie coś z tancerza i przypominając o z mitologicznych początkach kariatyd, które podobno brały udział w słynnym kulcie Artemidy z Karyai. W przeciwieństwie do swoich odpowiedników z kamienia, malowane rzeźby Modiglianiego nie dźwigają żadnego obciążenia, a zatem nie muszą wspierać się na solidnych podstawach. Podniesione ręce i pochylona głowa markują tylko „podpieranie” górnej krawędzi obrazu, a pozycja, w jakiej postać siedzi, wydaje się dziwnie niestabilna. Ma ona w ten sposób coś nieuchwytnego. Surowy wdzięk kariatydy sprawia, iż jawi się ona jak z nierealnego świata, będąc jednocześnie i rysunkiem i rzeźbą, kamienną boginią piękna w malarstwie.

### Rysunki

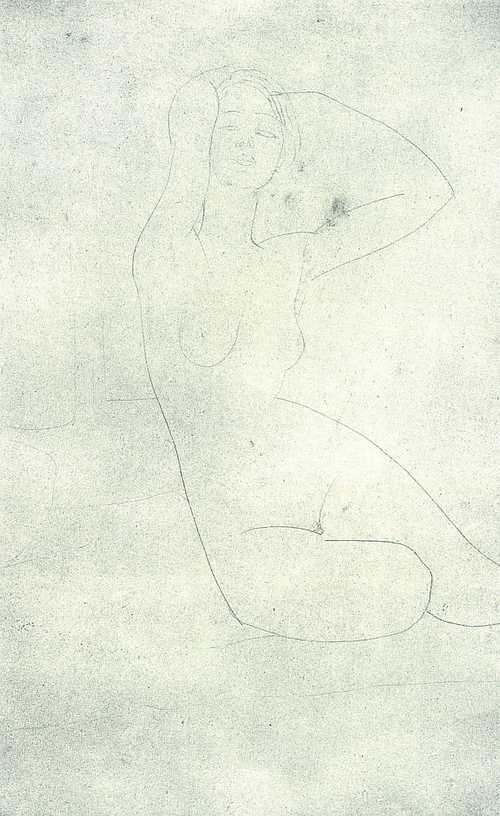
Akt siedzący, 1918. Rysunek ten (wymiary 44,1 × 27,9 cm) stanowi studium kompozycji, które Modigliani w podobny sposób wykorzystał również w niektórych obrazach

Amedeo Modigliani pozostawił po sobie wiele rysunków. Ich duża liczba związana jest z czasami studenckimi artysty. W Akademii Colarossiego uczył się sporządzania 15-minutowych aktów. Podczas kwadransa należało szybko narysować szkic modelki, która po upływie tego czasu zmieniała pozycję. Również jego późniejsze rysunki powstawały w bardzo krótkim czasie i nie zawierały wielu poprawek. Modigliani sporządzał rysunki jako ogólne szkice, gdzie widoczne niedokładności, występujące w poszczególnych przypadkach, są zamierzonym efektem artysty. W ciągu całej swojej kariery artystycznej Modigliani najpierw obmyślał formę rysunków, a potem szkicował je na papierze. Jego twórczość nie wykazywała przy tym żadnego technicznego rozwoju. Używał przeważnie kartek, wyrywanych ze swojego szkicownika i na nich szkicował tuszem lub czarną kredką woskową, z rzadka używając akwareli, grafitu, sangwiny, pręta węglowego i kredy w odcieniach od niebieskiego do fioletowego.
Większość rysunków Modiglianiego to studium, w którym wypróbowywał on motywy lub kompozycje oraz powstałe w danym momencie wyobrażenia sytuacji lub postaci. Z pozostałych dzieł Modiglianiego wyróżniają się rysunki inspirowane teatrem lub cyrkiem, powstałe w 1908 i przedstawiające zupełnie inny temat. Nie koncentrują się one na postaci, ale przedstawiają ją w szerszym kontekście narracyjnym. Dwa z tych szkiców ukazują salę Gaîté-Rochechouart na Montmartre, w której Modigliani oglądał pewne przedstawienie. Pierwszy ze szkiców ukazuje grupę aktorów na scenie, a drugi – pustą scenę. Na obu szkicach widoczni są ci sami widzowie, co sugeruje, iż zostały one wykonane podczas tego samego spektaklu. Wypełnione rysunkami tancerek, artystów i marionetek szkice te są jedynymi pracami Modiglianiego, w których uwidocznione zostało jego zamiłowanie do teatru i cyrku.
Duża ilość rysunków z rzeźbiarskiego okresu działalności artysty sugeruje, iż nie chodzi tu o szkice do konkretnych, pojedynczych prac, lecz o pomysły jego niezrealizowanych rzeźb. Żaden rysunek nie jest przy tym kopią innego. Z powodu swego stylistycznego podobieństwa przedstawiają one, według Claude’a Roya, „cudowną monotonię obsesji“. Istnieje poza tym wiele rysunków artysty przedstawiających portrety i akty.

## Znaczenie, ocena i sukces
Sztuka Modiglianiego odniosła za jego życia jedynie niewielki sukces. Popyt na dzieła artysty był znikomy, ponieważ nie należały one do żadnego z nowych prądów w sztuce reprezentując jedynie indywidualny styl ich autora. Po 1914, kiedy Modigliani zakończył rzeźbiarski okres w swej twórczości, rozwinął nowy styl dekoracyjny, cechujący się wydłużonymi szyjami i oczami w kształcie migdałów, który stopniowo zaczął odnosić sukces. W sztuce niemieckiej pojawił się wówczas ruch Nowej Rzeczowości, w ramach którego domagano się przedstawiania nieskalanego obrazu człowieka. Życie Modiglianiego cechowało się w tym czasie silnymi kompromisami; artysta był blisko związany z Jeanne Hébuterne, która urodziła mu córkę. Wskutek tego jego obrazy stały się przyjemniejsze w odbiorze i dzięki temu łatwiej zbywalne.
Artysta dopiero po śmierci doczekał się specjalnie poświęconej mu wystawy. W konsekwencji ceny jego obrazów poszły mocno w górę. Jednym z najbardziej znaczących kolekcjonerów sztuki Modiglianiego był wówczas francuski przemysłowiec Roger Dutilleul (1874–1957), który w latach 1918–1925 zgromadził ok. 10% wszystkich dzieł artysty. Sam Modigliani rzadko wypowiadał się na temat własnej sztuki. Według relacji współczesnych mu osób pielęgnował on swój wizerunek żydowskiego outsidera i cudzoziemca. Był przy tym, według samoświadomości artystycznej, „superuomo” (z wł. „nadczłowiekiem“) i wybrańcem społeczeństwa. Widoczny był u niego ścisły rozdział życia prywatnego od sztuki. Namalował on tylko jeden autoportret. Jego niespokojny tryb życia nie odbił się na dziełach – w nich wypracował styl klarowny i prosty. Jego obrazy łączą tradycję z nowoczesnością. Modigliani nie był przy tym prekursorem czy pionierem jakiegoś kierunku w sztuce. Pozostał raczej stylistycznym samotnikiem. Dokonując integracji sztuki nowoczesnej ze sztuką dawnych epok wniósł znaczący, indywidualny wkład w sztukę XX w.
W historii odbioru sztuki Modiglianiego akty są najczęściej recenzowaną i obsypywaną pochwałami częścią jego dorobku, pomimo iż stanowią one tylko ok. 10% wszystkich jego dzieł. Pozycja tych obrazów ugruntowana została poprzez cenzurę, która istniała jeszcze po śmierci artysty, i poprzez ich oddziaływanie na widza. Jeszcze po drugiej wojnie światowej akty Modiglianiego wywoływały dyskusje na temat ich pornograficznej treści. W związku z tym Muzeum Guggenheima w Nowym Jorku musiało tłumaczyć się, kiedy chciało wydrukować reprodukcję jednego z obrazów artysty ze swojej kolekcji, Akt z naszyjnikiem. Akty Modiglianiego spotykały z różnymi, sprzecznymi ocenami. Z jednej strony określano je jako „fascynująco zmysłowe”, a z drugiej jako „odrażająco zimne”.
Amedeo Modigliani w aktach rozwinął własny styl. Podczas gdy inni malarze epoki jak Picasso, Matisse, Tsuguharu Foujita czy Kees van Dongen przedstawiali nagie, kobiece ciała w szerszym kontekście, sam Modigliani skupiał się na przedstawieniu kobiecego ciała nie umieszczając na obrazie żadnej akcji ani jakichkolwiek dalszych informacji na temat modelki.
W 1955 pokazano prace Modiglianiego na wystawie sztuki współczesnej documenta I w Kassel. W 1964 ponownie wystawiono jego prace na wspomnianej wystawie (documenta III) w słynnym dziale Rysunków odręcznych.
W czerwcu 2010 na aukcji w salonie Christie’s w Paryżu rzeźba głowy, stanowiąca część spadku po zmarłym w 1977 francuskim handlowcu Gastonie Lévy, osiągnęła cenę (łącznie z ażio) 43,2 miliona euro. Najwyższą jak dotąd cenę za dzieło Modiglianiego zapłacił 2 listopada 2010 anonimowy nabywca podczas aukcji w nowojorskiej filii Sotheby’s; sprzedano mu wówczas obraz Akt siedzący na kanapie (Piękna Rzymianka) za sumę 68 962 500 dolarów.

## Kwestia autentyczności dzieł
Jednym z największych problemów na rynku sztuki jest kwestia autentyczności dzieł Amedeo Modiglianiego. Artysta, umierając, pozostawił po sobie chaos. Rosnące ceny jego obrazów, rysunków i rzeźb powodowały niekończące się spory i procesy sądowe wśród ekspertów. Opublikowano co najmniej 5 kompletnych katalogów (catalogues raisonnées) prac Modiglianiego. Spośród nich powszechnie akceptowany przez specjalistów jest jeden, opracowany przez Ambrogio Ceroniego, ostatnio aktualizowany w 1970 (choć zawierający kilka błędów). Jednym z pozostałych katalogów jest katalog napisany przez Christiana Parisot, francuskiego historyka sztuki, zaprzyjaźnionego z córką Modiglianiego Jeanne. W 2008 został on skazany za fałszowanie jej rysunków.
Kwestia autentyczności dzieł Modiglianiego ożyła w 1984, kiedy dla upamiętnienia 100. rocznicy urodzin artysty zorganizowano w jego rodzinnym mieście wystawę. Ponieważ nie wzbudziła ona większego zainteresowania, jej organizatorka, Vera Durbé, razem z radą miasta Livorno zdecydowała się zorganizować i sfinansować poszukiwania zaginionych rzeźb artysty, które miał on wyrzucić pod wpływem krytyki, gdy opuszczał miasto w 1909. Po kilku dniach poszukiwań natrafiono na kilka rzeźb. Vera Durbé i jej brat Dario, kurator Galleria Nazionale d’Arte Moderna w Rzymie, oświadczyli, iż znaleziska są autentyczne. Niedługo potem kilku miejscowych studentów przyznało się, iż rzekome młodzieńcze rzeźby Modiglianiego są w rzeczywistości ich dziełem i cała sprawa stała się jedną z największych mistyfikacji w historii sztuki włoskiej.
Od 2002 istnieje grupa ekspertów złożona ze znawców przedmiotu, badaczy sztuki i rzeczoznawców która stawia sobie za cel badanie, potwierdzanie autentyczności oraz wycenę obrazów i rysunków Amedeo Modiglianiego wystawiając im certyfikat autentyczności. Eksperci w badaniach posługują się m.in. testami naukowymi, fotografią specjalną, badaniem dokumentów i tradycyjnym koneserstwem sztuki.

## Odbiór

### Literatura
Życie Modiglianiego w nędzy, wypełnione zażywaniem narkotyków i malowaniem aktów, stało się popularnym tematem w literaturze. Szczególnie często sięgano do motywu ewentualnych kontaktów seksualnych artysty z pozującymi mu modelkami. Przykładem tego jest powieść francuskiego pisarza i krytyka sztuki André Salmona. Przedstawia on w niej np. scenę, w której młody Modigliani ogląda w swoim atelier rozbierającą się modelkę, a każda część zdejmowanej przez dziewczynę garderoby i zmieniająca się przy tym jej pozycja przywodzi mu na myśl kolejne przykłady z historii sztuki. Widok nagiej dziewczyny wywiera na nim takie wrażenie, że zamiast malowania zaczyna najpierw uprawiać z nią seks. W przeciwieństwie do niektórych nużących fragmentów powieści autor zestawia tu w wyrafinowany sposób Modiglianiego-mężczyznę i Modiglianiego-artystę poruszając tym samym zasadniczy aspekt malowania aktów, na który składa się wibrująca relacja pomiędzy pozującą rozebraną modelką a malującym ją artystą.
Powieść brytyjskiego pisarza Kenna Folletta The Modigliani Scandal (Skandal z Modiglianim) również ma za temat Amedeo Modiglianiego. Stypendystka, historyk sztuki, wpada na trop nieznanego obrazu Modiglianiego z okresu, gdy malarz pozostawał pod wpływem narkotyków. Przekazana przez nią informacja o odkryciu dzieła wywołuje poruszenie wśród handlarzy obrazów, a do rywalizacji o zaginiony obraz stają m.in. właściciele drogich galerii i wynajęty detektyw. Zdążają oni w ślad za dziewczyną do małej wioski na wybrzeżu Adriatyku. W międzyczasie utalentowany, sfrustrowany niepowodzeniami młody angielski malarz, wraz z przyjacielem-malarzem, przygotowuje wyrachowaną zemstę na londyńskim światku handlarzy sztuką.
Kolejnym pisarzem, który sięgnął po życie Modiglianiego jako pierwowzór literacki jest Włoch Corrado Augias. W jego biograficznej powieści Il viaggiatore alato. La vita breve e ribelle di Amedeo Modigliani (Amedeo Modigliani. Skrzydlaty wędrowiec. Krótkie i burzliwe życie Amedeo Modiglianiego) rzeczywistość historyczna przeplata się z legendą o Modiglianim, z pogłoskami i anegdotami. Autor podejmuje próbę rozdzielenia historii od legendy począwszy od rekonstrukcji dziejów rodziny we włoskim Livorno, studiów malarskich artysty i jego przeprowadzki do Paryża w poszukiwaniu nowych wrażeń i doświadczeń artystycznych. W dalszej części powieści opowiada o życiu Modiglianiego wśród paryskiej bohemy, o jego znajomościach i przyjaźniach z największymi przedstawicielami sztuki i literatury początku XX w., o procesie kształtowania i doskonalenia się stylu i o niezrozumieniu go przez współczesnych krytyków, a także o samotności artysty, jego kochankach i w końcu o samobójstwie Jeanne Hébuterne w dzień po jego śmierci.

### Film
Życie Modiglianiego stało się również tematem kilku filmów fabularnych. W 1958 Jacques Becker nakręcił film Les Amants de Montparnasse (Montparnasse 1919). Tematem filmu jest ostatni rok życia Modiglianiego, w którego wcielił się Gérard Philipe. Akcja toczy się w paryskiej dzielnicy Montparnasse, a przedmiotem fabuły jest miłość artysty do dziewczyny pochodzącej z bogatej rodziny, która jest przeciwna ich związkowi i odmawia im pomocy materialnej.
W 1990 Franco Brogi Taviani zrealizował film Modì (Modi życie Amedeo Modiglianiego), w którym Modiglianiego kreował Richard Berry. Trzyczęściowy film telewizyjny opowiada o życiu Modiglianiego w Livorno i w Paryżu.
W 2004 Mick Davis nakręcił film Modigliani (Modigliani, pasja tworzenia). Tematem filmu jest rywalizacja Modiglianiego z Picassem i miłość artysty do Jeanne Hébuterne. Rolę Modiglianiego zagrał Andy García, Picassa – Omid Djalili, a Jeanne Hébuterne – Elsa Zylberstein. Mimo próby ukazania atmosfery artystycznego świata epoki film poświęca niewiele uwagi twórczości artysty, postacie w filmie zostały przedstawione w sposób powierzchowny, a sam Modigliani stereotypowo – jako nieszczęśliwy hulaka i pijak łamiący kobiece serca. Najciekawszym wątkiem filmu jest historia miłości Modiglianiego i Jeanne Hébuterne.

## Muzeum artysty
W 2004 w domu przy ul. Via Roma 38 w Livorno, w którym przyszedł na świat Amedeo Modigliani, otwarto poświęcone mu muzeum. Gromadzi ono dokumentację dydaktyczną i fotograficzną obejmującą życie i twórczość artysty, zarówno z jego lat spędzonych w rodzinnym mieście (1884–1906), jak i z okresu paryskiego (1906–1920), organizuje konferencje o tematyce artystycznej, projekcje wideo, prezentacje książek i wystawy poświęcone przeważnie Modiglianiemu i awangardzie artystycznej pierwszej połowy XX w.